# Segovia
Segovia es un municipio y ciudad española, capital de la provincia del mismo nombre, en la comunidad autónoma de Castilla y León.
Se sitúa en la confluencia de los ríos Eresma primero con el Ciguiñuela y después con el Clamores, al pie de la sierra de Guadarrama. La ciudad vieja y el acueducto romano fueron declarados Patrimonio de la Humanidad por la Unesco en 1985. El acueducto es considerado la obra de ingeniería civil romana más importante de España, y es uno de los monumentos más significativos y mejor conservados de la Antigua Roma en la península ibérica. El término municipal cuenta con una población de 51 525 habitantes (INE 2024) y su área de influencia inmediata con alrededor de 80 000.

## Toponimia
El topónimo Segovia es de origen celtíbero, aunque no se tiene constancia del nombre de la ciudad hasta que el historiador romano Tito Livio la nombra como una parada oficial de una calzada romana (mansio) cerca de Coca. La mención está referida a la guerra de Sertorio, cuando los generales de Sertorio recorrieron Hispania reclutando soldados en el año 79 a. C. También hay testimonios del topónimo de la ciudad en latín Segovia por una moneda celtibérica de época de transición (probablemente de época tardo republicana) acuñada en la ciudad con valor de un As.

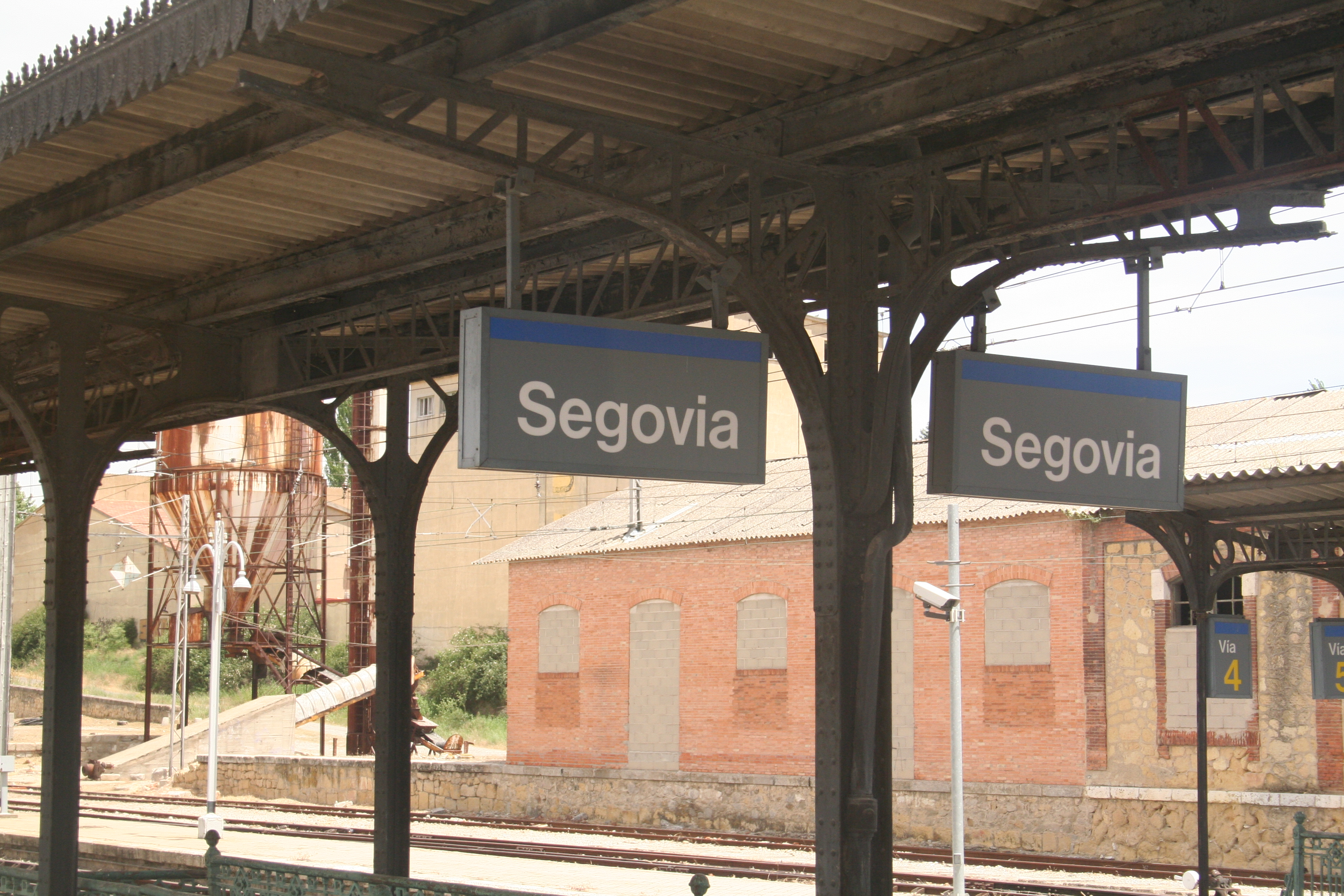
Nombre de la ciudad en un letrero de la estación de tren

Antiguamente se asociaba a Segovia el topónimo Segóbriga, pero el descubrimiento de la ciudad de Segóbriga en Saelices (Cuenca) desmontó por completo esta teoría. Bajo la dominación romana y árabe, la ciudad fue llamada Segovia (Σεγουβία, Ptolomeo ii. 6. § 56) y Šiqūbiyyah (en árabe شقوبية) respectivamente.
El obispo e historiador Rodrigo Jiménez de Rada, al referirse a Segovia dice: Civitatem iuxta iugum Dorii aedificavit [Hispan] in loco subiecto promontorio quod Cobia dicitur et quia secus Cobiam sita, Secobia muncupatur, ubi aquaeductum construxit qui miro opere civitate aquarum iniectionibus famulatur. Del texto se desprenden tres premisas: primera, que Segovia está situada en la región del Duero y a los pies de una montaña, lo que es evidente; segunda que la ciudad fue fundada por Hispán y tercera, que este mismo fue el constructor del acueducto. Jiménez de Rada denomina Cobia a la actual sierra y de la situación de Segovia a sus pies deriva el término Segovia.
En el siglo XVI, Garci Ruiz de Castro, primer historiador de la ciudad, hace suya la etimología de Jiménez de Rada y años después Diego de Colmenares, el autor de Historia de Segovia, escribe: «Este fortísimo sitio [la roca sobre la que se asienta Segovia], que la naturaleza forma inexpugnable, eligió Hércules, nuestro fundador, para una ciudad, propugnáculo entonces de lo mejor de España. La cual desde estos principios (según entendemos) se nombró Segovia: acaso del antiquísimo vocablo briga, que significa junta de gente».

## Historia
El poblamiento humano en el entorno de lo que hoy es Segovia se remonta a hace unos 50 000-42 000 años, fecha en que ha sido datada la ocupación neandertal de los yacimientos del Abrigo del Molino y San Lázaro, en el valle del Eresma, a tan solo 500 m del emplazamiento del alcázar. Fueron pues, los neandertales, los primeros en ocupar el territorio de lo que con el tiempo se convirtió en la ciudad de Segovia. También de época paleolítica, concretamente del Magdaleniense, son las ocupaciones humanas identificadas en el yacimiento de la Peña de Santana, en la ladera de El Parral.

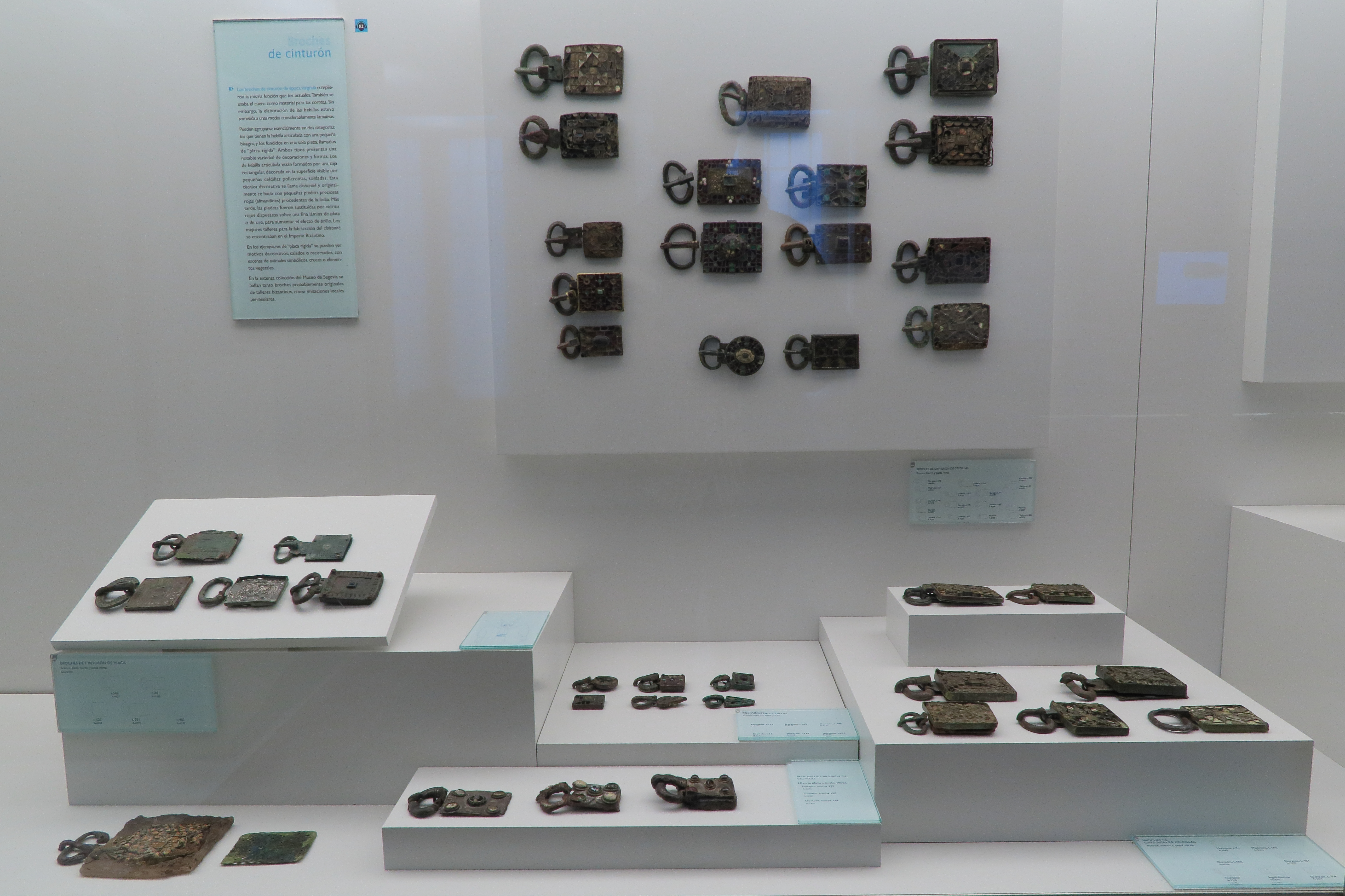
Broches de cinturón de la época visigoda (Museo de Segovia)

Cerca del Abrigo del Molino, en la cueva de la Tarascona y en otros emplazamientos al aire libre en el entorno periurbano de Segovia, se localizan evidencias del Calcolítico y la Edad del Bronce. En el lugar que hoy ocupa el alcázar existía un castro celtíbero, del que se conocen algunas evidencias, como su posible foso. La ciudad fue atacada por el caudillo lusitano Viriato en su primera expedición norteña en 146 a. C., o bien en su participación en la revolución numantina de 143 a. C., ya que Segovia, a diferencia de los lusitanos y los sublevados celtíberos, profesaba lealtad a Roma. Se carece de detalles de la batalla, aunque es evidente que fue cruenta, ya que Frontino cuenta que «los habitantes de Segovia, cuando Viriato les propuso devolverles a sus mujeres y niños, prefirieron presenciar la ejecución de sus amados antes que fallar a los romanos».
Durante la época romana, Segovia pertenecía al convento jurídico de Clunia. En la Hispania visigoda fue sede episcopal de la Iglesia católica, sufragánea de la archidiócesis de Toledo que comprendía la antigua provincia romana de Cartaginense en la diócesis de Hispania.
Se cree que la ciudad fue abandonada tras la invasión islámica, aunque recientes hallazgos en 2014 evidencian restos en la muralla (además de celtibéricos, visigodos, y romanos) de una anterior puerta árabe entre los siglos VIII y XI en la hoy existente Puerta de Santiago.
Tras la conquista de Toledo en 1085 por el rey Alfonso VI de León, el yerno del rey, el conde Raimundo de Borgoña, junto con el primer obispo de su reconstituida diócesis, Pedro de Agén (obispo de Segovia) empezó la repoblación de Segovia en 1088 con cristianos procedentes del norte de la península y de más allá de los Pirineos, dotándola de un amplio concejo cuya Comunidad de ciudad y tierra de Segovia cruzaba la sierra de Guadarrama e incluso la línea del río Tajo.
Durante el siglo XII sufrió importantes disturbios en contra de su gobernador, Álvar Fáñez, y posteriormente como parte de las luchas del reinado de Urraca de Castilla. A pesar de estos desórdenes, su situación en las rutas de la trashumancia la convirtió en un importante centro del comercio de la lana y de las manufacturas textiles, cuya existencia está documentada desde el siglo XII. El final de la Edad Media es una época de esplendor, en la que Segovia acogía una importante aljama hebrea; sienta las bases de una poderosa industria pañera; desarrolló una espléndida arquitectura gótica y fue corte de los reyes de la Casa de Trastámara, aunque ya Alfonso X el Sabio, en la segunda mitad del siglo XIII, había acondicionado el alcázar como residencia real. Finalmente, en la iglesia de San Miguel de Segovia, Isabel la Católica fue proclamada reina de Castilla el 13 de diciembre de 1474.

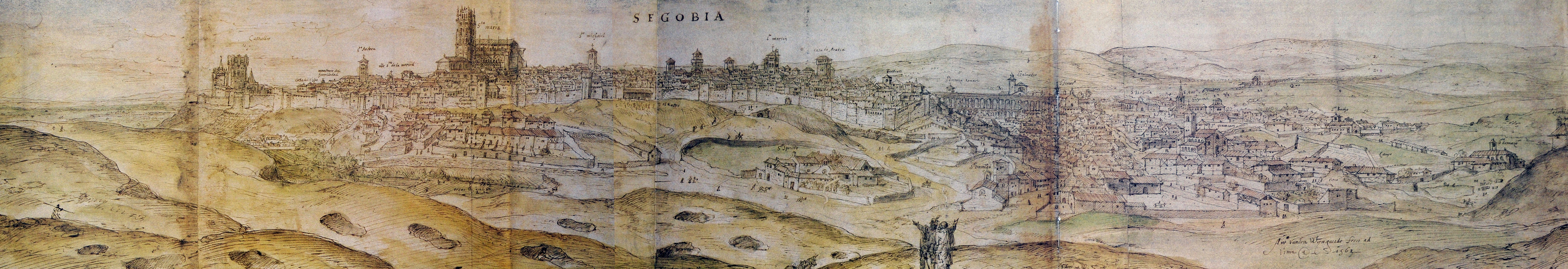
Vista de la ciudad en 1562 (por Anton van den Wyngaerde)

Como todos los centros textiles castellanos, se unió a la sublevación de las Comunidades, teniendo una intervención destacada, al mando de Juan Bravo. A pesar de la derrota de las comunidades, el auge económico de la ciudad continuó durante el siglo XVI, llegando en 1594 a 27 000 habitantes. Después, como casi todas las ciudades castellanas, entró en decadencia, de forma que apenas un siglo después, en 1694, solo contaba con 8000 habitantes.

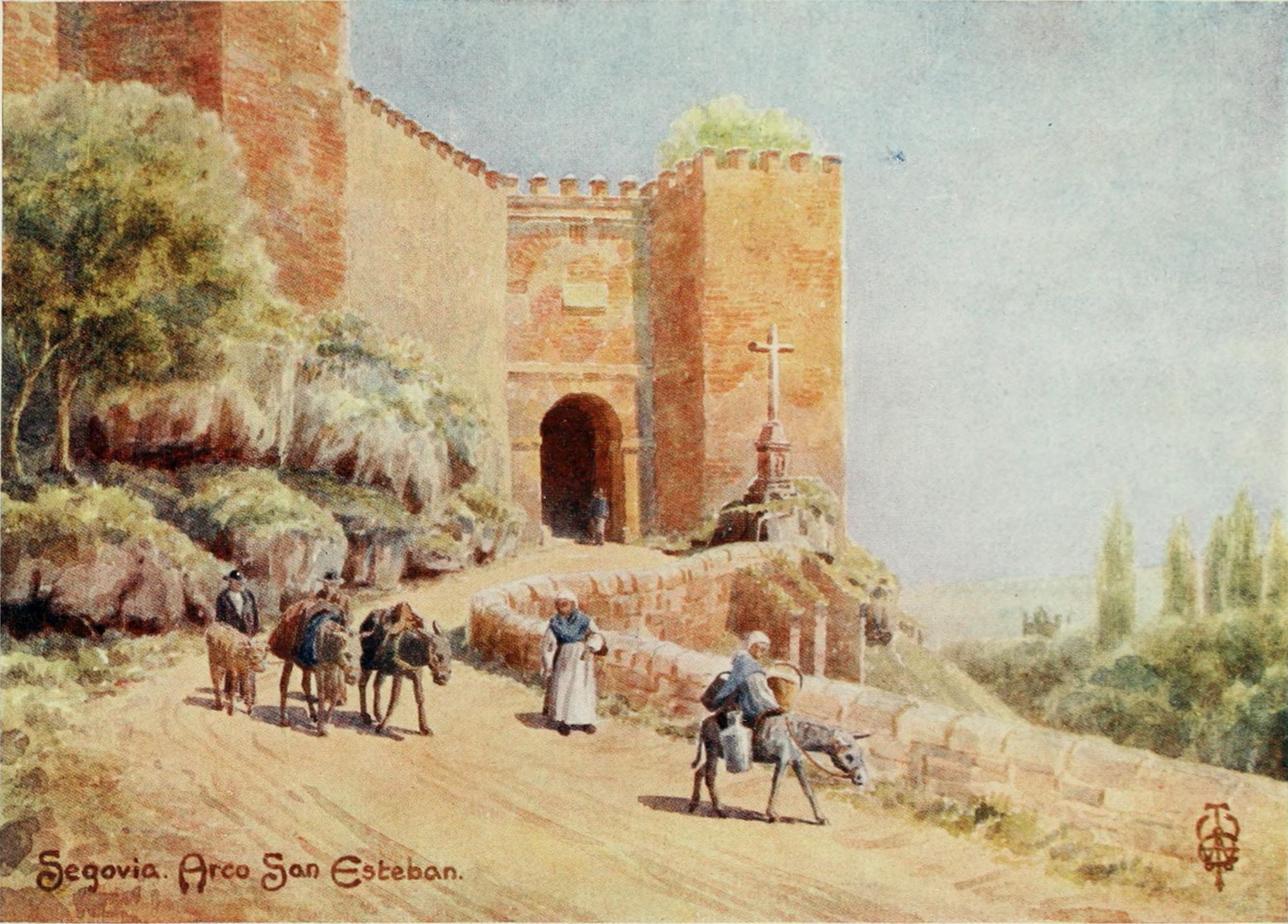
Puerta de San Cebrián en una ilustración de comienzos del

Durante la Guerra de sucesión española, el 20 de junio de 1706. el Concejo de la ciudad de Segovia recibió una carta del marques de la Mina exigiendo el reconocimiento de la ciudad de Carlos de Habsburgo como rey de España, cediendo el Concejo a sus exigencias debido a que la ciudad no contaba con los medios para resistir el asedio Sin embargo, el pueblo segoviano se pronunció el 25 de julio en contra del obispo de la ciudad en ese momento por sus apoyo al pretendiente Carlos, exigiendo al Concejo que se reconociese a Felipe V como rey de España y se entregasen armas a la población; el Concejo ante el levantamiento popular, decidió reunirse con el cabecilla de la revuelta, Manuel de Redonda, para acordar reconocer a Felipe V como rey y retirar su apoyo al archiduque Carlos. El 31 de julio la ciudad proclamaba a Felipe V como rey legítimo, sin embargo una guarnición portuguesa austracista aun se encontraba refugiada en el Alcázar, la cual capituló el 3 de agosto sin necesidad de combate.
A principios del siglo XVIII se intentó revitalizar su industria textil, con escaso éxito. En la segunda mitad del siglo, dentro de los impulsos ilustrados de Carlos III, se hace un nuevo intento de revitalización creando la Real Compañía Segoviana de Manufacturas de Lana (1763). Sin embargo, la falta de competitividad de su producción hizo que la corona le retirase su patrocinio (1779). También en 1764 se había inaugurado el Real Colegio de Artillería, la primera academia militar de España, la más antigua del mundo en activo, que todavía se encuentra en la ciudad.
Durante la guerra de la independencia, la ciudad fue ocupada por tropas francesas desde diciembre de 1808 hasta mayo de 1813 a excepción de un breve periodo de dos meses en 1812 en el que la ciudad fue temporalmente liberada. Durante la primera guerra carlista, unos 4.300 hombres comandados por Juan Antonio Zaratiegui asaltaron la ciudad el 4 de agosto de 1837, obteniendo su rápida capitulación. Las tropas ocuparon la ciudad durante 10 días, en los cuales acuñaron entre 8 mil y 10 mil reales de ocho maravedís con la efigie del pretendiente Carlos María Isidro de Borbón.
En el contexto de la guerra civil, la guarnición de Segovia se sublevó contra la Segunda República la mañana del 19 de julio de 1936, doce horas más tarde de que la guarnición de Valladolid, la capital de la VII región militar, a la que pertenecía Segovia, se adhiriese al golpe de estado.
Durante la segunda mitad del siglo XX la ciudad sufrió una revitalización demográfica gracias a la cercanía con la capital.

## Símbolos
Los símbolos identificativos de Segovia son su escudo, su bandera y su himno.

### Escudo
El escudo de Segovia tiene su más antigua representación en un sello de cera fechado en el año 1273 y conservado en el archivo de la catedral de Segovia, según el libro de José Antonio Ruiz Hernando, "La Ciudad de Segovia"
El escudo de la ciudad se representa conforme a la siguiente descripción textual o blasón:

De forma española, perfilado de oro, con forma rectangular, cuadrilongo y redondeado en su parte inferior, de azur con un acueducto de plata de dos órdenes, mazonado de sable y sumado de una cabeza humana al natural, puesto sobre peñas de lo mismo. Timbrado de la Corona Real Española, sin otro ornamento exterior.
Boletín Oficial de la Provincia de Segovia nº 45 de 15 de abril de 2011. p. 7.

### Bandera
Según el Reglamento de Protocolo, Honores y Distinciones del Excelentísmo Ayuntamiento de Segovia, aprobado por el Pleno del Ayuntamiento en sesión extraordinaria del 26 de diciembre de 1963, y posteriormente por el Ministerio de la Gobernación el 30 de noviembre de 1965, establecía, que el color de la bandera de la Ciudad de Segovia era raso morado. Así se mantuvo a lo largo de los años, hasta los 80, en que apareció la bandera de la Ciudad de Segovia, raso azul celeste, con el escudo en el centro, en contradicción con el Reglamento de Protocolo de 1965.
El Reglamento de Protocolo, Honores y Distinciones del Ayuntamiento de Segovia, publicado en el Boletín Oficial de la Provincia de Segovia del 15 de abril de 2011, señala en su artículo 3, que la Bandera de la Muy Noble y Muy Leal Ciudad de Segovia es de color raso azul celeste.
La descripción textual de la bandera es la que sigue:

La bandera de la ciudad de Segovia será de raso azul celeste, de forma rectangular (proporción 2:3), con el escudo de Segovia en el centro bordado en sus colores.
Boletín Oficial de la Provincia de Segovia nº 45 de 15 de abril de 2011. p. 8.

### Himno
El Himno de la Ciudad de Segovia, fue compuesto por Carlos Martín Crespo y Luis Martín García-Marcos, en el año 1928. Su letra y música se regulan, en el artículo 1 del Anexo III del Reglamento de Protocolo, Honores y Distinciones del Ayuntamiento de Segovia, publicado en el Boletín Oficial de la Provincia de Segovia del 15 de abril de 2011.
Es la letra del Himno oficial de la Ciudad de Segovia:
Voces de Gesta, la historia canta,
también un himno bello y cordial,
por la Segovia, guerrera y Santa,
que dio las rosas, que dio las rosas de su rosal (bis)
Guardo el Alcázar como un joyel,
y a la princesa, dulce y sencilla
y fue una tarde cuando Segovia gritó ¡Castilla!
por la princesa, por la princesa Doña Isabel (bis)
Los Comuneros, cuando abatido fue su pendón,
supieron darle al pueblo su corazón,
y ante el cadalso, a flor de labios una oración,
y así murieron, dando sus cuellos a la traición (bis)
PORQUE SEGOVIA, COMO ES CASTILLA,
HIZO A SUS HOMBRES Y LOS GASTÓ.
Partitura recogida en la página 19 del Boletín Oficial de la Provincia de Segovia del 15 de abril de 2011

## Geografía

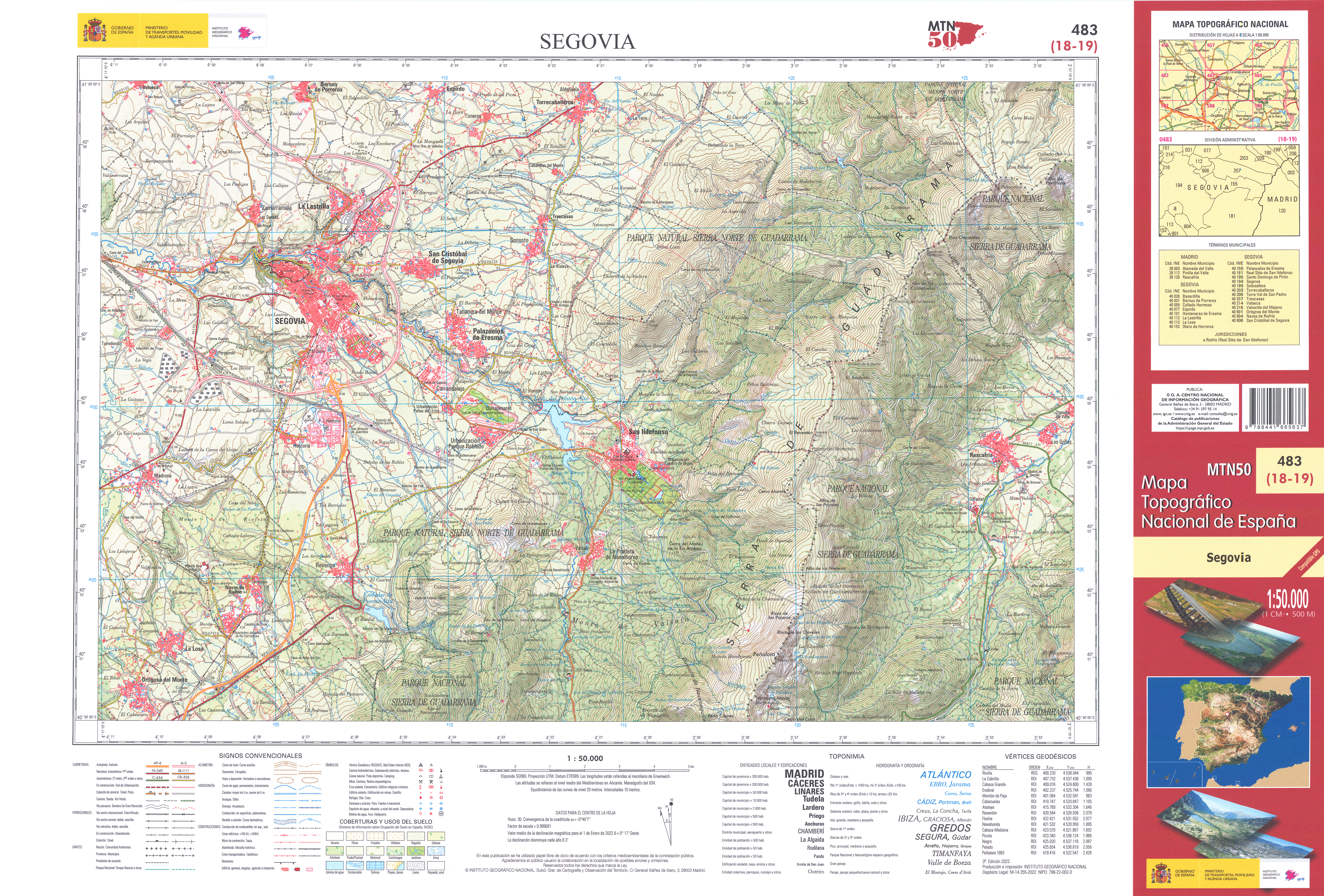
Fragmento de la hoja 483 del Mapa Topográfico Nacional de España de 2022 en el que se representa parte de Segovia

Segovia se halla situada en el interior de la península ibérica, inmediatamente al norte de la sierra de Guadarrama, en la base de las montañas y al sur de la Submeseta Norte. El centro de la ciudad se encuentra a una altitud de 1002 m sobre el nivel del mar, mientras que la altitud del municipio varía entre los 880 m en el último tramo en el municipio del río Eresma, en el norte del mismo, y los 1400 m en el cerro de la Cachiporra, al sur del municipio. En Segovia comienza el Camino de San Frutos que finaliza a 80 km en la ermita de San Frutos. Y la localidad también forma parte de la ruta principal del Camino de Santiago de Madrid y del Sendero de Gran Recorrido Sendero Segoviano o GR-88.
En el 5 % del término municipal se sitúan 822 ha de la zona de especial protección para las aves Sierra de Guadarrama.
| Noroeste: Valseca                                                       | Norte: Valseca, Bernuy de Porreros y La Lastrilla                                                                                     | Nordeste: San Cristóbal de Segovia   |
| Oeste: Valverde del Majano, Abades y Lastras del Pozo                   | | Este: Palazuelos de Eresma           |
| Suroeste: Monterrubio, Lastras del Pozo (exclave) y Zarzuela del Monte. | Sur: Valdeprados, Otero de Herreros, Ortigosa del Monte, La Losa, Real Sitio de San Ildefonso (exclave de Riofrío) y Navas de Riofrío | Sureste: Real Sitio de San Ildefonso |

### Clima

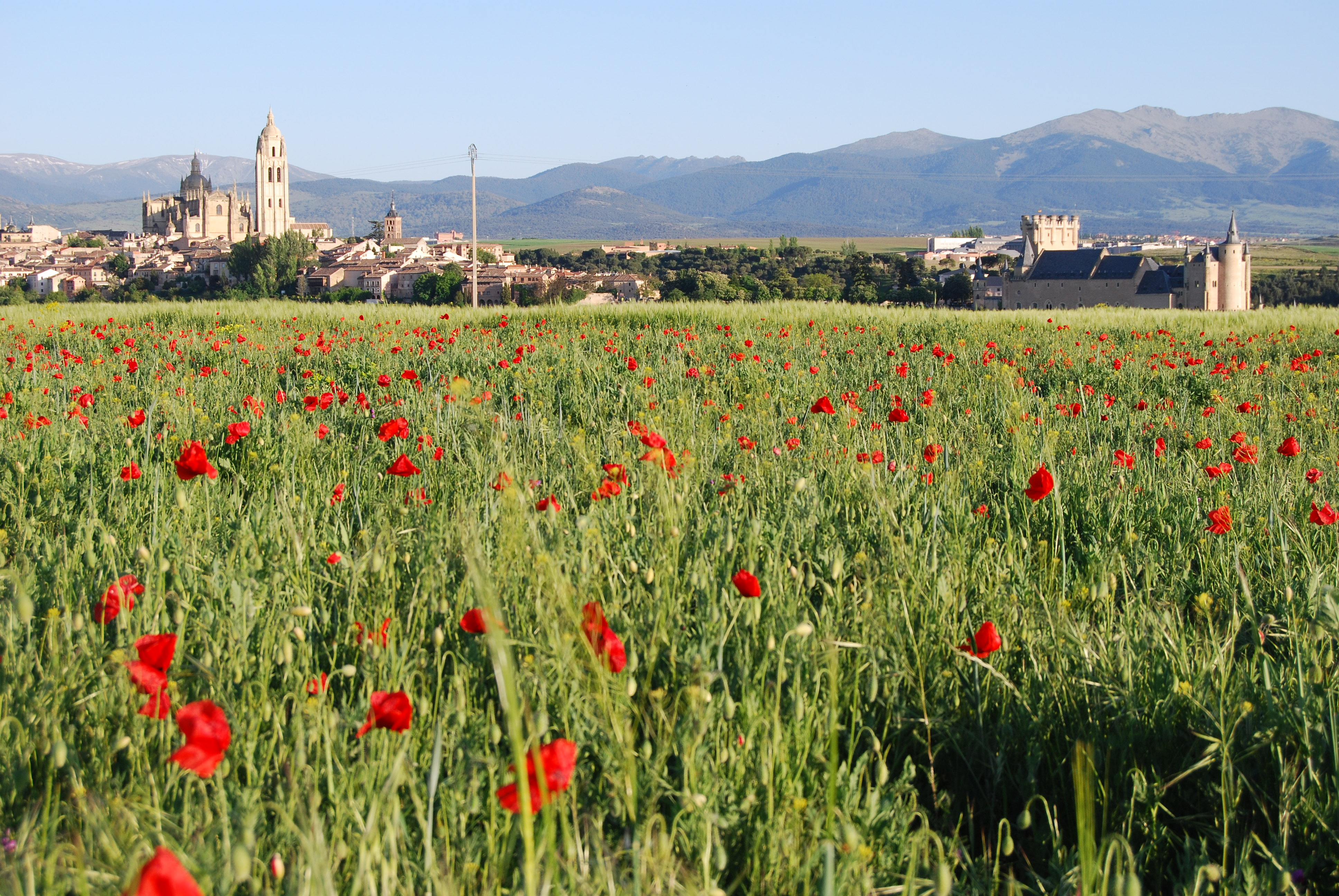
Campo de amapolas en Zamarramala en primavera

De acuerdo con la clasificación climática de Köppen se puede considerar el clima de Segovia como de transición entre el tipo Csa (mediterráneo) y el tipo Csb (mediterráneo oceánico). En efecto el clima puede ser de tipo Csa en las zonas bajas del municipio y de tipo Csb en las zonas de mayor altitud, incluso en la parte más alta de la zona urbana.

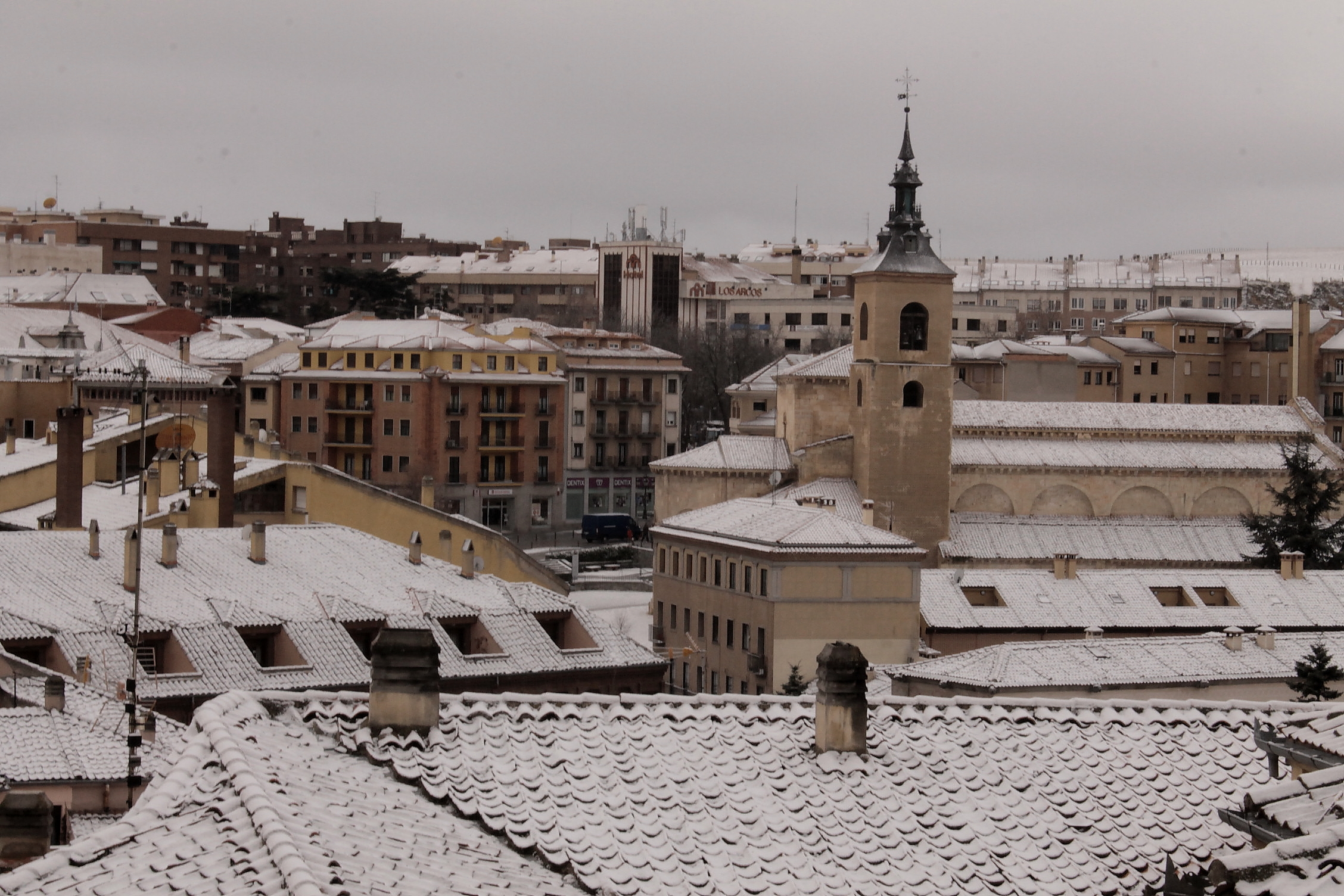
Nevada en febrero

El clima de Segovia está determinado por su elevada altitud, su proximidad al sistema Central y su alejamiento de la costa; la temperatura anual tiene un promedio de 11,5 °C, con mínimas absolutas en diciembre de -17,0 °C (6 de enero de 1938) y máximas en julio de 39,7 °C (16 de julio de 1920); la precipitación anual es de 464 mm anuales, lo que hace de la provincia un rincón húmedo en el contexto de la Meseta. La vegetación predominante en las áreas montañosas, con pinos negrales, piñoneros y silvestres, robles, piornos y enebros, deja paso en las zonas más llanas a la encina y a las superficies cerealísticas, con paisajes de trigales, rastrojos y barbecheras.
A continuación se muestra una tabla con los valores climatológicos en el periodo de referencia comprendido entre los años 1988 y 2010 en el observatorio de la Aemet de Segovia a 1005 m sobre el nivel del mar. Los valores extremos corresponden a los registrados en el observatorio mencionado de Segovia a partir de 1988, pero también a los valores registrados en el antiguo observatorio de la AEMET situado en el Instituto Mariano Quintanilla, a 990 m sobre el nivel del mar, en el periodo 1920-1986.
| Parámetros climáticos promedio de Observatorio de Segovia (1008 m s. n. m.) (Periodo de referencia: 1991-2020, extremos: 1988-presente) | Parámetros climáticos promedio de Observatorio de Segovia (1008 m s. n. m.) (Periodo de referencia: 1991-2020, extremos: 1988-presente) | Parámetros climáticos promedio de Observatorio de Segovia (1008 m s. n. m.) (Periodo de referencia: 1991-2020, extremos: 1988-presente) | Parámetros climáticos promedio de Observatorio de Segovia (1008 m s. n. m.) (Periodo de referencia: 1991-2020, extremos: 1988-presente) | Parámetros climáticos promedio de Observatorio de Segovia (1008 m s. n. m.) (Periodo de referencia: 1991-2020, extremos: 1988-presente) | Parámetros climáticos promedio de Observatorio de Segovia (1008 m s. n. m.) (Periodo de referencia: 1991-2020, extremos: 1988-presente) | Parámetros climáticos promedio de Observatorio de Segovia (1008 m s. n. m.) (Periodo de referencia: 1991-2020, extremos: 1988-presente) | Parámetros climáticos promedio de Observatorio de Segovia (1008 m s. n. m.) (Periodo de referencia: 1991-2020, extremos: 1988-presente) | Parámetros climáticos promedio de Observatorio de Segovia (1008 m s. n. m.) (Periodo de referencia: 1991-2020, extremos: 1988-presente) | Parámetros climáticos promedio de Observatorio de Segovia (1008 m s. n. m.) (Periodo de referencia: 1991-2020, extremos: 1988-presente) | Parámetros climáticos promedio de Observatorio de Segovia (1008 m s. n. m.) (Periodo de referencia: 1991-2020, extremos: 1988-presente) | Parámetros climáticos promedio de Observatorio de Segovia (1008 m s. n. m.) (Periodo de referencia: 1991-2020, extremos: 1988-presente) | Parámetros climáticos promedio de Observatorio de Segovia (1008 m s. n. m.) (Periodo de referencia: 1991-2020, extremos: 1988-presente) | Parámetros climáticos promedio de Observatorio de Segovia (1008 m s. n. m.) (Periodo de referencia: 1991-2020, extremos: 1988-presente) |
| Mes | Ene. | Feb. | Mar. | Abr. | May. | Jun. | Jul. | Ago. | Sep. | Oct. | Nov. | Dic. | Anual |
| --- | --- | --- | --- | --- | --- | --- | --- | --- | --- | --- | --- | --- | --- |
| Temp. máx. abs. (°C) | 20.1 | 21.5 | 24.9 | 28.0 | 33.2 | 38.1 | 38.6 | 38.7 | 36.3 | 30.3 | 23.4 | 22.6 | 38.7 |
| Temp. máx. media (°C) | 8.3 | 10.0 | 13.5 | 15.6 | 20.0 | 25.9 | 29.7 | 29.5 | 24.4 | 18.4 | 11.9 | 9.3 | 18.1 |
| Temp. media (°C) | 4.4 | 5.5 | 8.3 | 10.2 | 14.1 | 19.1 | 22.3 | 22.2 | 18.0 | 13.3 | 7.8 | 5.4 | 12.6 |
| Temp. mín. media (°C) | 0.5 | 0.9 | 3.1 | 4.8 | 8.2 | 12.2 | 14.8 | 14.9 | 11.7 | 8.2 | 3.7 | 1.5 | 7.0 |
| Temp. mín. abs. (°C) | -11.8 | -11.4 | -13.2 | -5.6 | -3.0 | 2.5 | 4.0 | 4.4 | 0.8 | -3.2 | -10.4 | -10.5 | -13.2 |
| Precipitación total (mm) | 44 | 33 | 36 | 48 | 58 | 36 | 20 | 19 | 26 | 56 | 52 | 41 | 468 |
| Días de precipitaciones (≥ 1 mm) | 7.5 | 6.6 | 6.9 | 8.2 | 9.2 | 4.6 | 2.7 | 2.7 | 4.4 | 8.4 | 9.1 | 8.2 | 78.3 |
| Días de nevadas (≥ 0.01 mm) | 3.8 | 4.6 | 2.5 | 1.5 | 0.2 | 0.0 | 0.0 | 0.0 | 0.0 | 0.2 | 1.6 | 2.1 | 16.5 |
| Horas de sol | 121 | 147 | 198 | 216 | 264 | 309 | 366 | 338 | 255 | 192 | 123 | 118 | 2666 |
| Humedad relativa (%) | 75 | 68 | 60 | 60 | 56 | 46 | 38 | 39 | 49 | 62 | 73 | 75 | 59 |
| Fuente: Agencia Estatal de Meteorología                                                                                                 | | | | | | | | | | | | | |

## Demografía
Segovia cuenta con una población de 51 525 habitantes (INE 2024).
| Gráfica de evolución demográfica de Segovia entre 1842 y 2021 |
| |
| Población de derecho según los censos de población del INE Población de hecho según los censos de población del INEEn 1971 crece el término del municipio porque incorpora a Fuentemilanos, Hontoria, Madrona, Revenga y Zamarramala |

El crecimiento de la población experimentado a lo largo del siglo XIX se aceleró a partir de 1920: 16 013 habitantes ese año, 33 360 en 1960, 53 237 en 1981. A partir de la década de 1980 el crecimiento se ralentiza notablemente: 55 586 en 2004 y 56 047 en 2007.
En 1586, la ciudad de Segovia tenía 19 500 habitantes, pero tras la epidemia de peste que asoló la ciudad en 1599, la crisis económica y otras circunstancias, la ciudad no volvió a recuperar esa población hasta 1935, que contaba con 19 127 habitantes.
En 1530, Segovia contaba con 12 500 habitantes, en 1531 con 14 197 habitantes, en 1561 con 17 600 habitantes y en 1586 con 19 500 habitantes. En el año 1750 tenía 11 500 habitantes y en 1787 11 203 habitantes.

## Economía

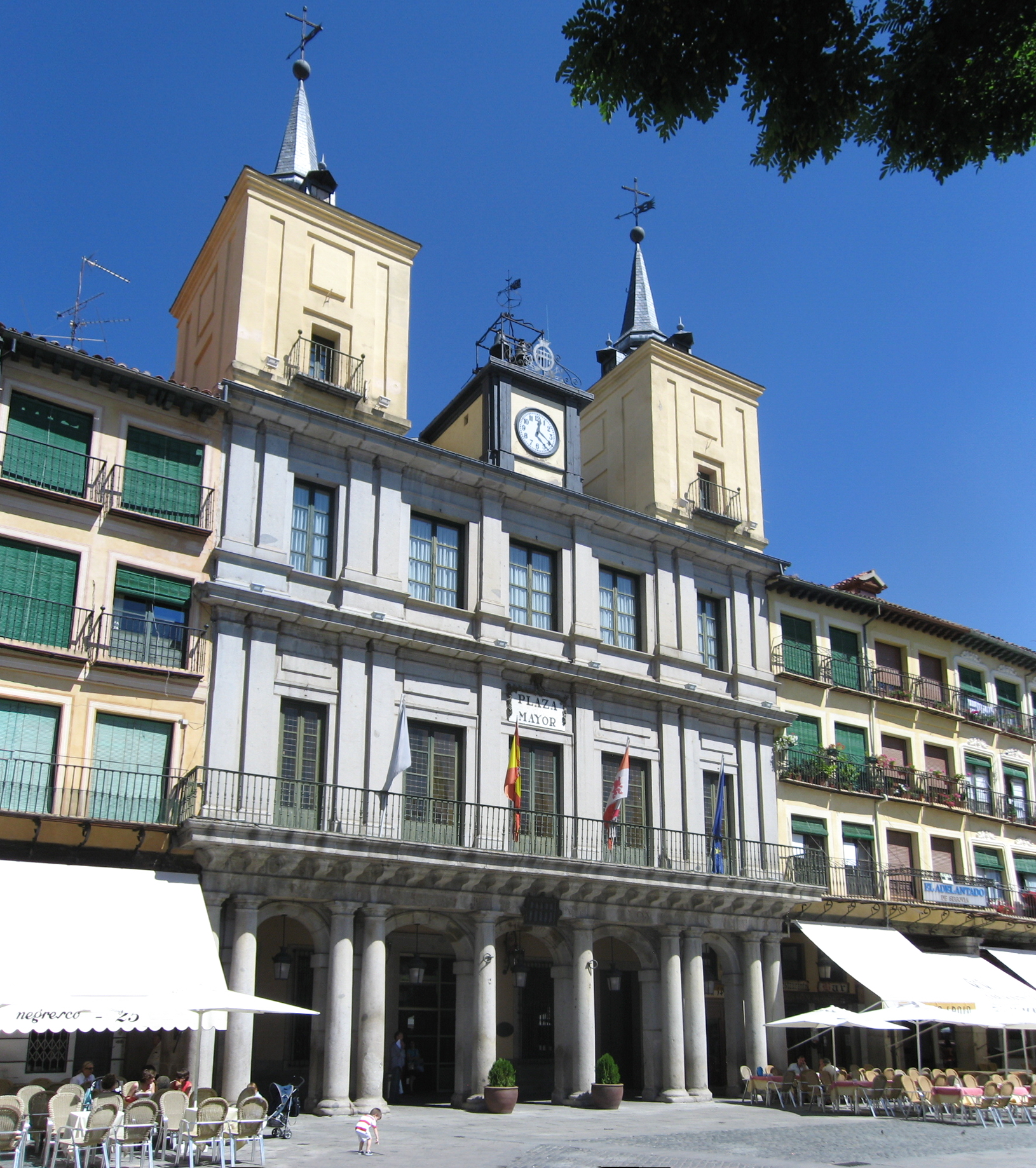
Sede del Ayuntamiento de Segovia

Distribución del Ayuntamiento tras las elecciones municipales de 2023

Industria metalúrgica, alimentaria, ya que son famosos los embutidos, de la construcción y sus materiales, de la madera y el mueble y sobre todo es destacable el turismo de esta ciudad.

## Administración y política

### Gobierno municipal
Desde la instauración de la democracia, tras la muerte de Franco, se han sucedido once alcaldes y alcaldesas en Segovia.
| Periodo   | Nombre                          | Partido | Partido                                                |
| --------- | ------------------------------- | ------- | ------------------------------------------------------ |
| 1979-1983 | José Antonio López Arranz       |         | Unión de Centro Democrático (UCD)                      |
| 1983-1986 | Miguel Ángel Trapero García     |         | Partido Socialista Obrero Español (PSOE)               |
| 1986-1987 | Emilio Zamarriego               |         | Alianza Popular (AP)                                   |
| 1987-1989 | Luciano Sánchez Reus            |         | Centro Democrático y Social (CDS)                      |
| 1989-1989 | Julio Navajo                    |         | Centro Democrático y Social (CDS)                      |
| 1989-1991 | Antonio Perteguer               |         | Centro Democrático y Social (CDS)                      |
| 1991-1999 | Ramón Escobar Santiago          |         | Partido Popular (PP)                                   |
| 1999-2003 | José Antonio López Arranz       |         | Unión Centrista (UC)-Centro Democrático y Social (CDS) |
| 2003-2014 | Pedro Frutos Arahuetes García   |         | Independiente (vinculado al PSOE)                      |
| 2014-2022 | Clara Isabel Luquero de Nicolás |         | Partido Socialista Obrero Español (PSOE)               |
| 2022-2023 | Clara Martín García             |         | Partido Socialista Obrero Español (PSOE)               |
| 2023-act. | José Mazarías                   |         | Partido Popular (PP)                                   |

| Partido político                             | 2023  | 2023  | 2023       | 2019  | 2019  | 2019       | 2015  | 2015   | 2015       | 2011  | 2011   | 2011       | 2007  | 2007   | 2007       |
| Partido político                             | %     | Votos | Concejales | %     | Votos | Concejales | %     | Votos  | Concejales | %     | Votos  | Concejales | %     | Votos  | Concejales |
| Partido Popular (PP)                         | 31,48 | 8434  | 9          | 24,29 | 7672  | 8          | 42,63 | 12 116 | 12         | 43,07 | 12 666 | 12         | 44,57 | 11 071 | 12         |
| Partido Socialista Obrero Español (PSOE)     | 26,72 | 6636  | 7          | 33,29 | 8919  | 10         | 40,03 | 10 502 | 12         | 42,25 | 12 007 | 12         | 44,49 | 13 082 | 13         |
| Vox                                          | 8,87  | 2203  | 2          | 4,83  | 1295  | 0          | 1,11  | 292    | 0          | —     | —      | —          | —     | —      | —          |
| Izquierda Unida (IU)                         | 7,66  | 1904  | 2          | 7,39  | 1979  | 2          | 5,26  | 1380   | 1          | 5,53  | 1572   | 1          | 4,21  | 1237   | 0          |
| Podemos-Equo-Segovia en Común                | 5,48  | 1362  | 1          | 5,17  | 1386  | 1          | 3,13  | 820    | 0          | —     | —      | —          | —     | —      | —          |
| Ciudadanos (CS)                              | 5,39  | 1341  | 1          | 7,22  | 1894  | 2          | 13,08 | 3503   | 3          | —     | —      | —          | —     | —      | —          |
| Centrados-Unión Progreso y Democracia (UPyD) | —     | —     | —          | 3,64  | 974   | 0          | 4,76  | 1353   | 0          | 6,63  | 1740   | 2          | —     | —      | —          |

### Organización territorial

#### Núcleos de población

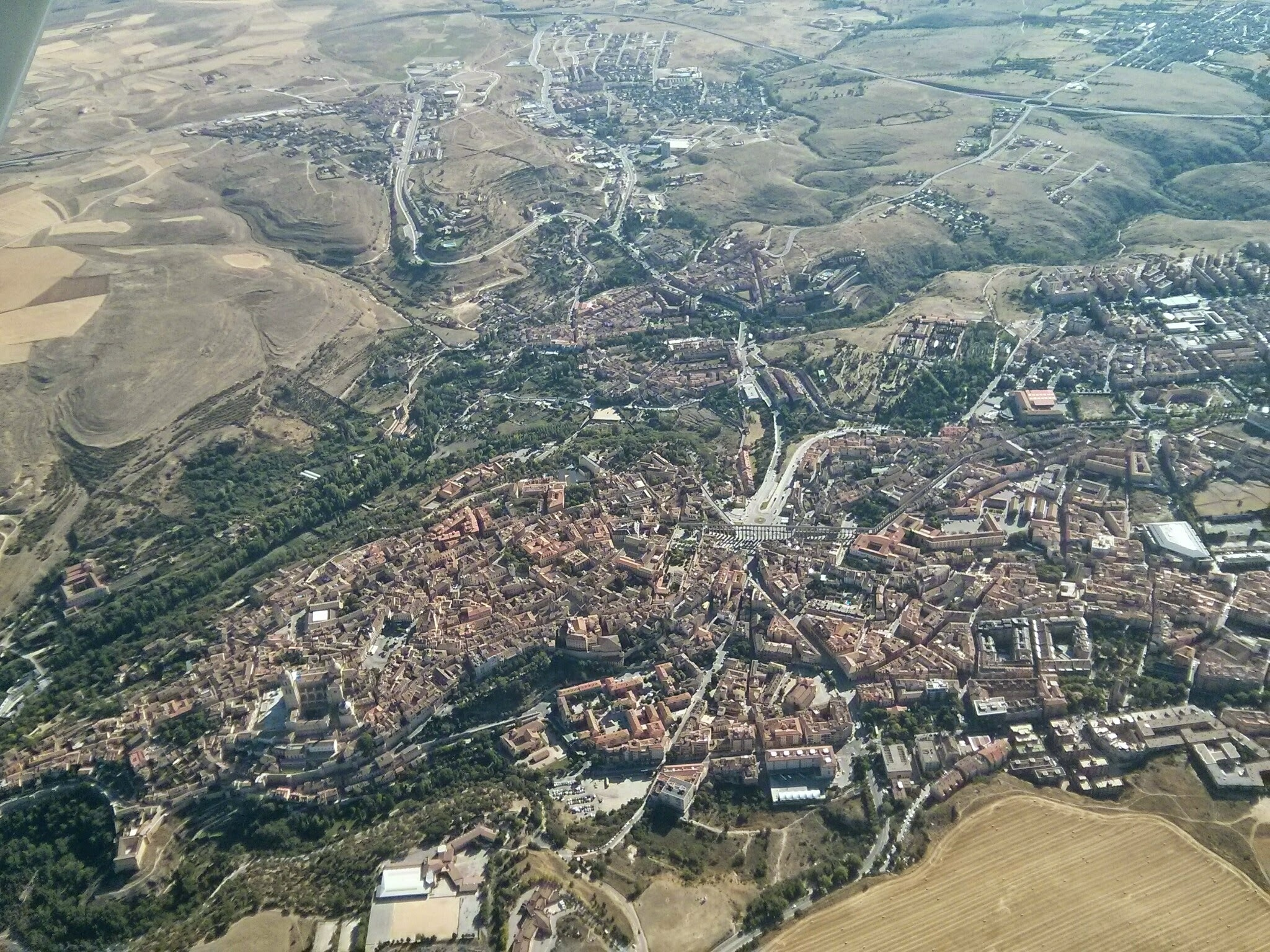
Vista aérea de la ciudad

- Segovia, compuesta por los barrios históricos de San Lorenzo, La Judería, Cristo del Mercado, San Millán, San Miguel, San Marcos, Santo Tomás, San José, El Salvador, Santa Eulalia, La Fuentecilla y el núcleo del casco histórico, además de los modernos que son La Albuera, El Carmen, San Frutos, Nueva Segovia y el barrio de la Comunidad de Ciudad y Tierra
- Fuentemilanos
- Hontoria
- Madrona
- Revenga, constituido en 1983 como entidad local menor y con cinco despoblados/caseríos en su término.[30]
- Zamarramala
- Torredondo
- Perogordo, dividido en dos barrios, el de arriba, casi todo en ruinas, y el de abajo, que es donde se encuentran la mayoría de las casas habitadas[31]
- Las Serillas
- Despoblados y caseríos dispersos: Abadejos, Aldeallana, Aldeanueva, Bernuy de Río Milanos, Campillo, Colina, Escobar, Gallococeado, Guedán, Juarrilos, Lagunilla, Matamanzano, Paredones, Rumbona, Sotillo, Tajuña, El Terminillo, Valsequilla y Ventilla.

#### Distritos
La ciudad está dividida en 7 distritos, que son:
- Distrito 1: Correspondiente al casco histórico de la ciudad. En él se encuentran la mayor parte de los edificios históricos de la ciudad, siendo su trazado el equivalente al interior del recinto amurallado de la ciudad. Los límites del distrito son el paseo de Santo Domingo de Guzmán por el este y norte, la muralla por el sur y el paseo del Salón de Isabel II, San Millán, Arturo Merino, Santa Engracia y la plaza Azoguejo por el sur. Entre los lugares más destacados están la Catedral, el Alcázar, el Ayuntamiento, la iglesia de San Martín, la de San Nicolás, la de San Esteban, la Judería, la Puerta de San Andrés, la plaza de la Merced o la plaza Medina del Campo.[33]
- Distrito 2: San Millán. Situado al sur del casco histórico, recibe el nombre de la iglesia de San Millán, siendo considerado el arrabal más célebre de la ciudad.[34] Sus límites son el paseo del Salón de Isabel II, San Millán, Arturo Merino, Santa Engracia, la plaza Azoguejo y la avenida del Acueducto. Además de la iglesia del mismo nombre, otros lugares de interés son la Casa de la Tierra y la Casa del Crimen, la estación de autobuses de la ciudad, la ermita de la Piedad y el mirador del mismo nombre.[35]
- Distrito 3: Santo Tomás, Santa Eulalia y el Salvador. Sus límites son la avenida del Acueducto, avenida Vía Roma, el Río Eresma, calle La Luz, el Prado, calle Coronel Rexach, Ortiz de Paz, Antonio Machado y calle Clavel. Por su superficie discurre el Acueducto de Segovia, siendo otros lugares de importancia la iglesia del Salvador, la de Santa Eulalia, la de Santo Tomás Apóstol, el jardín botánico de Segovia, el Campus María Zambrano, el colegio Claret, la plaza de Santa Eulalia, el cementerio municipal de Segovia o la Academia de Artillería San Francisco.
- Distrito 4: Cristo del Mercado, Estación-Puente del Hierro, entre otros. Es el de mayor superficie, ya que además de los barrios de la ciudad, incluye gran parte del sur del término municipal de Segovia, con núcleos de población como Hontoria, Revenga, Madrona o Fuentemilanos. En el distrito se encuentra la Parroquia del Cristo del Mercado, la Puerta de Madrid, la estación de trenes o el Carrefour de la ciudad.
- Distrito 5: San José-El Palo y Nueva Segovia. Dentro de este distrito se encuentra la plaza de Toros de la ciudad, la Biblioteca o el Conservatorio Municipal de Segovia.
- Distrito 6: La Albuera. Se encuentra en el este de la ciudad. Integra en él el estadio de la Albuera, sede de la Gimnástica Segoviana, además de otros lugares como la residencia de Mayores de las Hermanitas de las Pobres o la parroquia Nuestra Señora del Carmen.
- Distrito 7: San Lorenzo. Es el distrito más al norte de la ciudad, integrando además del arrabal de San Lorenzo, el barrio de San Marcos y Zamarramala. Entre los lugares más destacados está la iglesia de San Lorenzo, Monasterio de Santa María y San Vicente el Real, las ruinas del Monasterio de Santa María de los Huertos, Monasterio Santa María del Parral, el Museo Real Casa de Moneda de Segovia, la iglesia de la Vera Cruz, el Santuario de Nuestra Señora de la Fuencisla y el Convento de San Juan de la Cruz, entre otros.

## Equipamientos y servicios

### Educación
La ciudad de Segovia posee un gran número de centros de enseñanza primaria y secundaria, entre ellos los institutos Mariano Quintanilla y Andrés Laguna, fundados como uno solo en 1841. Al igual, en Segovia se encuentran cuatro colegios concertados, tres de los cuales son de carácter religioso, que son Centro Madres Concepcionistas, Centro Claret y Centro Ntra. Sra. de la Fuencisla (Hnos. Maristas).
Respecto a la enseñanza superior, en Segovia se encontraba el colegio universitario Domingo de Soto, un centro adscrito a la Universidad Central de Madrid creado en 1969 por la Obra Social y Cultural de Caja Segovia. El centro se integró en la Universidad de Valladolid en 2007. En este centro podían cursarse las carreras de Derecho, Administración y Dirección de Empresas, Publicidad y Relaciones Públicas e Ingeniería Técnica en Informática de Gestión.
Actualmente se encuentra en Segovia el Campus María Zambrano de la Universidad de Valladolid, en el que se pueden cursar carreras como Ingeniería Informática, Derecho, Administración y Dirección de Empresas, Relaciones Laborales, Publicidad, Relaciones Públicas, Turismo, Enfermería y Magisterio. En la ciudad se encuentra IE University, una universidad privada dedicada principalmente a la escuela de negocios, con un programa de Maestría en Administración de Negocios.
También cuenta la Ciudad, con un Centro asociado de la Universidad Nacional de Educación a Distancia, UNED.
Desde el año 1987, la Ciudad de Segovia imparte enseñanza de lenguas extranjeras en la Escuela Oficial de Idiomas con Secciones en Cuéllar, Sepúlveda, Cantalejo y El Espinar.
También en Segovia, tiene su sede la Escuela de Arte y Superior de Diseño, ubicada en la Casa de los Picos.

### Sanidad
Los hospitales que hay en Segovia son el Complejo Asistencial de Segovia, SACYL y el Hospital Recoletas Nuestra Señora de la Misericordia. Los ambulatorios que hay son el centro de salud La Albuera, el centro de salud de Santo Tomás y el centro de salud de San Lorenzo, y actualmente en construcción el del Nueva Segovia.

### Transporte y comunicaciones

#### Carreteras
- SG-20: Autovía de circunvalación de la ciudad entre la autovía A-601 y la N-110 sentido Ávila.
- Carretera de peaje AP-61, que permite la comunicación por autovía con Madrid, cuya alternativa convencional es la N-603.
- Autovía A-601 que une Segovia con Valladolid.
- Carretera N-110, que permite la conexión con Soria y Ávila, entre los pK 190 y 210.

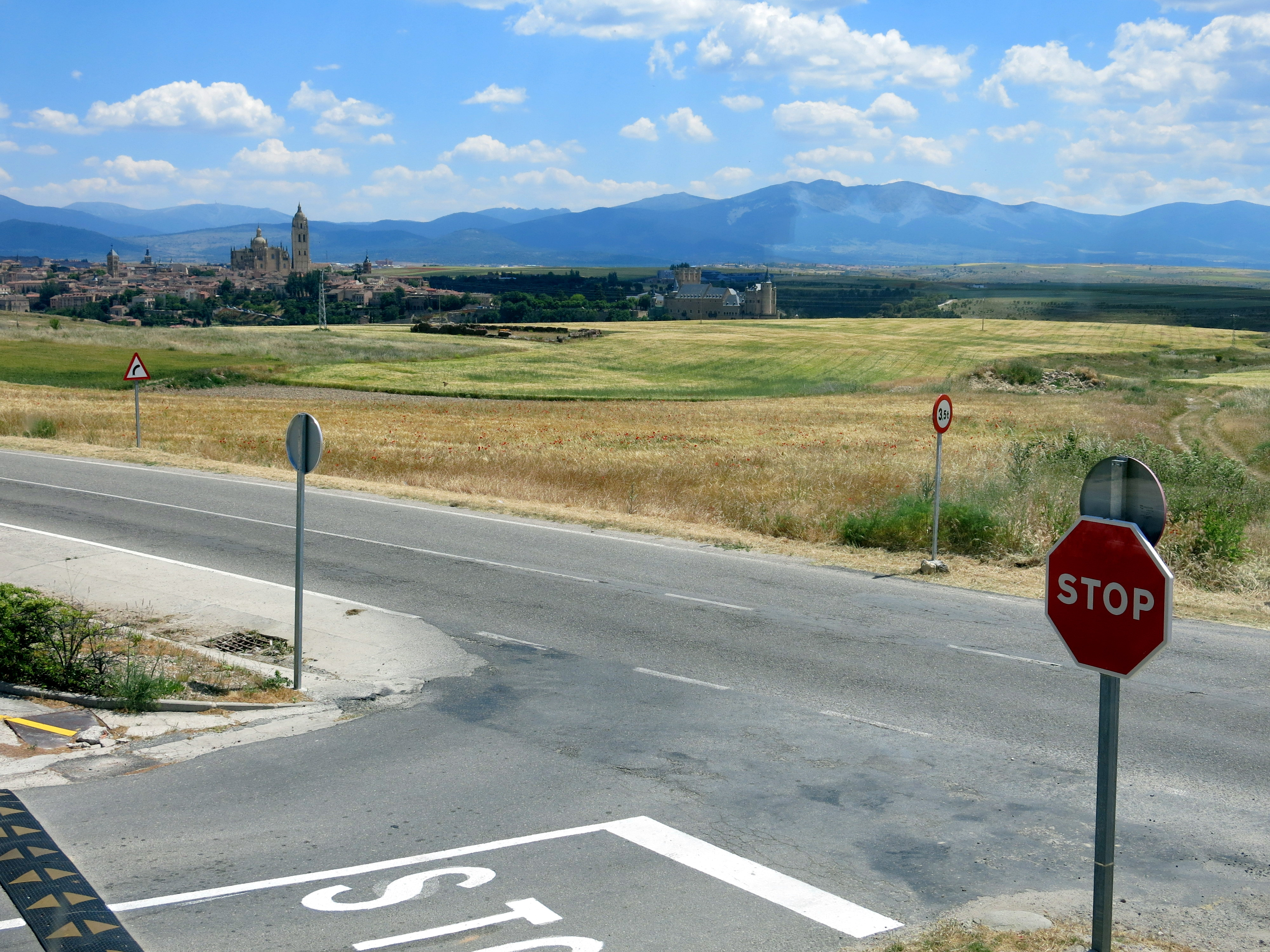
La CL-607 en el término municipal

- Carretera autonómica CL-601, que conecta con el Real Sitio de San Ildefonso y el puerto de Navacerrada.
- Carretera autonómica CL-605, que se dirige a Santa María la Real de Nieva.

- Carretera autonómica CL-607, que une la CL-605 con la autovía A-601 por Zamarramala.
- Carretera provincial SG-724, que permite la comunicación con Madrona.
- Carretera provincial SG-V-6123 que permite la comunicación con Trescasas.

#### Autobuses
Urbanos
En 2004, la ciudad de Segovia puso en funcionamiento su nuevo servicio de transportes urbanos, actualizando los trayectos entre los diferentes barrios de la ciudad e incluyendo un servicio nocturno, lo que ha supuesto una importante mejora que sus ciudadanos llevaban reclamando bastante tiempo.
En 2019, se sustituyeron los autobuses del pliego anterior por otros más modernos y se actualizaron algunas de las líneas existentes (5, 7), se desdoblaron recorridos (la línea 8 se desdobló en línea 8 y línea 9) y se eliminaron líneas (14). Así mismo, se mejoraron las frecuencias de paso. La sociedad que gestiona los transportes es Urbanos de Segovia. Tiene doce líneas urbanas diurnas y una nocturna:
| Línea | Trayecto                                                        | Línea | Trayecto                                                                        |
| ----- | --------------------------------------------------------------- | ----- | ------------------------------------------------------------------------------- |
| L1    | San José - Colón                                                | L8    | Polígono de Hontoria - Hontoria - Puente de Hierro - Colón                      |
| L2    | San Lorenzo - Colón                                             | L9    | Puente de Hierro - Acueducto - Zamarramala                                      |
| L3    | El Carmen - Colón                                               | L10   | Casco Antiguo: Plaza Mayor - Alcázar - IE Universidad - San Lorenzo - Acueducto |
| L4    | Ctra. de Soria - Hospital General - Residencia Asistida         | L11   | Pza. de Artillería - Estación AVE                                               |
| L5    | Nueva Segovia - Colón                                           | L12   | estación de autobuses - Estación AVE                                            |
| L6    | Puente de Hierro - Paseo del Salón (por Hospital General)       | B     | Búho: Ctra. de Soria - Paseo del Salón (recorrido similar a la línea 4)         |
| L7    | C.C. Luz De Castilla - Ciudad y Tierra - Colón (por Biblioteca) |       |                                                                                 |

Interurbanos
Cuenta con la línea regular VAC-246 de autobuses directos entre Segovia y Madrid (intercambiador de Moncloa), con una frecuencia de entre 15 y 30 minutos, entre Segovia y Valladolid con frecuencia de entre una y dos horas y entre Segovia y Ávila con tres servicios diarios por sentido.
Metropolitanos

Plano del Transporte Metropolitano de Segovia

Segovia cuenta con una red de transporte metropolitano que va recorriendo los distintos pueblos del alfoz de la ciudad:
| Línea | Trayecto | Línea | Trayecto |
| ----- | --- | ----- | --- |
| M1    | Garcillán - estación de autobuses (por Abades, Valverde del Majano y Martín Miguel)                                                                          | M6*   | Torrecaballeros - estación de autobuses (por Tabanera del Monte, Palazuelos de Eresma, San Cristóbal, Sonsoto, Trescasas, Cabanillas del Monte y Aldehuela) |
| M2    | Valseca - estación de autobuses (por Hontanares de Eresma y Los Huertos)                                                                                     | M7    | Palazuelos de Eresma - estación de autobuses (por Tabanera del Monte)                                                                                       |
| M3    | Puerto de Navacerrada - estación de autobuses (por Carrascalejo - Parque Robledo - La Granja - Valsaín/La Pradera - Boca del Asno - Fuente de los Mosquitos) | M8    | Valsaín - estación de autobuses (por El Carrascalejo, Peñas del Erizo, Quitapesares, Parque Robledo, La Granja de San Ildefonso y La Pradera de Navalhorno) |
| M4    | La Lastrilla - Acueducto (por El Sotillo) | M9    | Otero de Herreros - estación de autobuses (por Estación AVE, Navas de Riofrío, La Losa y Ortigosa del Monte)                                                |
| M5    | Santo Domingo de Pirón - Acueducto (por Bellavista, Tizneros, Espirdo, La Higuera, Brieva y Basardilla)                                                      | M10   | Fuentemilanos - estación de autobuses (por Madrona) |
| M6    | Torrecaballeros - Acueducto (por Montecorredores, San Cristóbal, Sonsoto, Trescasas, Cabanillas del Monte y Aldehuela)                                       | M11   | Bernuy de Porreros - Acueducto |
|       | | AVE   | La Granja de San Ildefonso - Estación AVE (por La Pradera de Navalhorno - La Granja - Palazuelos de Eresma - Carrascalejo)                                  |

#### Ferrocarril
Media distancia y Cercanías
La estación de Segovia forma parte de la línea 53 de Media Distancia, que conecta Madrid, Collado Villalba, Cercedilla y numerosos pueblos del sur de Segovia. Esta línea fue inaugurada el 29 de junio de 1888. La línea Segovia-Medina del Campo, inaugurada el 1 de abril de 1884, fue clausurada el 25 de septiembre de 1993.
Actualmente, se presta el servicio ferroviario convencional, con transbordo en la estación madrileña de Cercedilla.
Alta velocidad

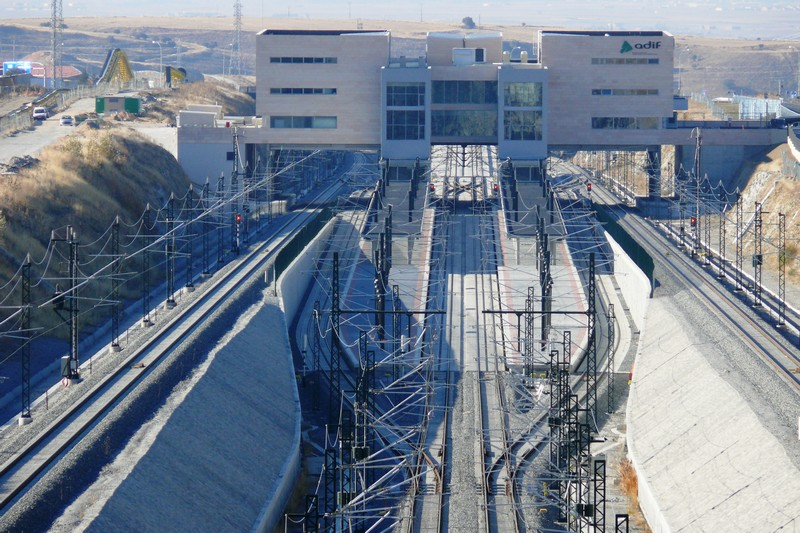
Estación de Segovia-Guiomar

Desde la estación de Segovia-Guiomar se pueden realizar viajes en Ave a Madrid y Valladolid, País Vasco, Galicia, Cantabria, Asturias, León, Burgos y Alicante a los que se puede acceder por medio de los trenes Alvia. A Madrid y Valladolid también se puede acceder en trenes Avant, rápidos y más económicos que Ave o Alvia.

## Patrimonio

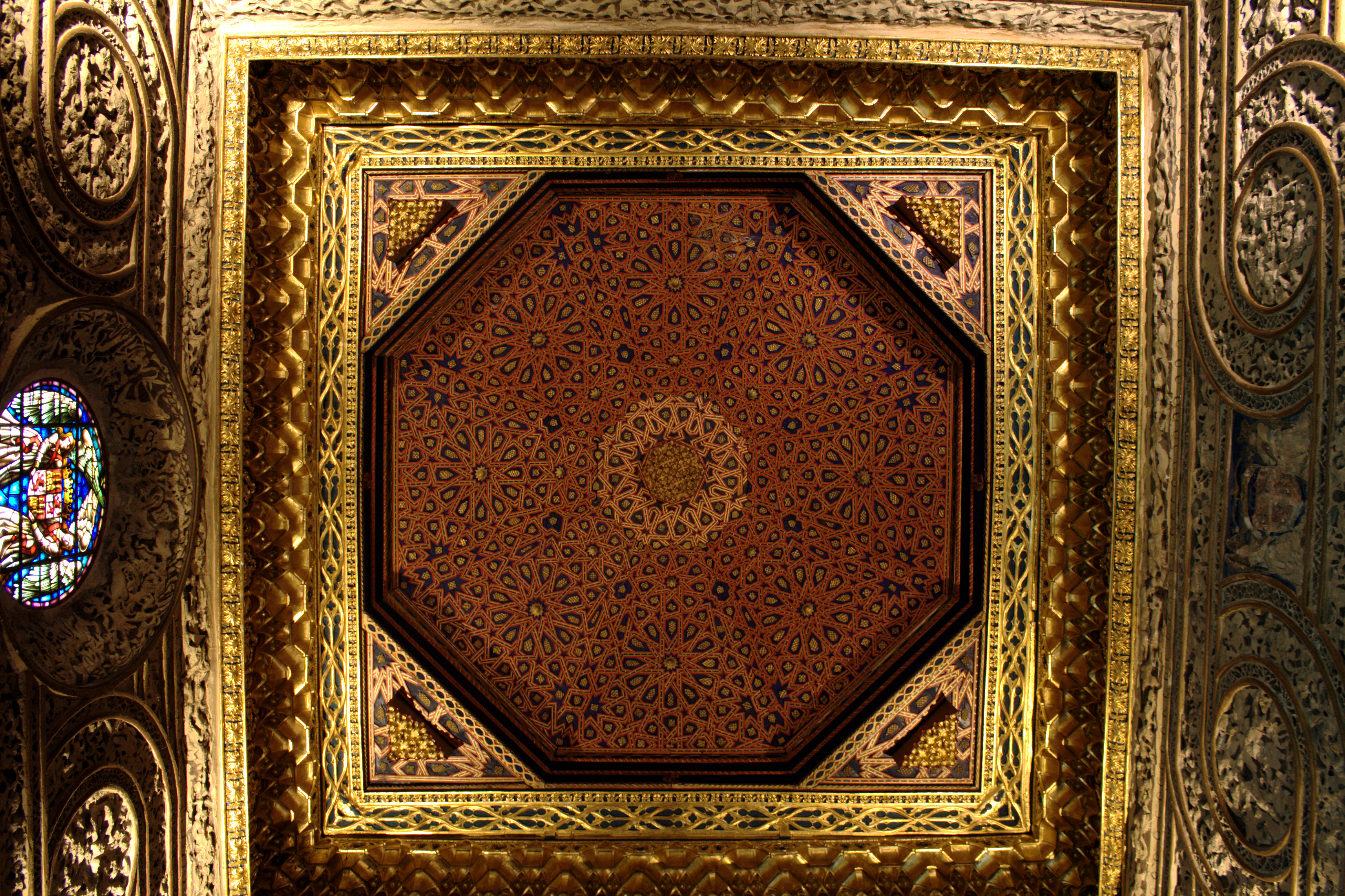
Artesonado mudéjar del Alcázar

### Ciudad patrimonio de la Humanidad
En 1985 la ciudad vieja de Segovia y su acueducto fueron declarados Patrimonio de la Humanidad por la Unesco. Dentro del entorno de la ciudad vieja, es decir, el casco antiguo, se levantan diversidad de edificios históricos tanto civiles como religiosos. Dentro de sus monumentos destacan:
El acueducto de Segovia, localizado en la emblemática plaza del Azoguejo, es el símbolo distintivo de la ciudad; se desconoce la fecha de su construcción, que pudo llevarse a cabo a finales del siglo I o principios del siglo II, y se trata de la obra de ingeniería civil romana más importante de España. Fue realizado con unos 25 000 sillares de granito unidos sin ningún tipo de argamasa, tiene una longitud de 818 m en su parte más visible; aunque no hay que olvidar que su recorrido total es de unos 15 km desde la presa de captación próximo al embalse de Puente Alta. Consta de más de 170 arcos y su parte más alta mide 29 m, medida que alcanza en el Azoguejo, su zona más visitada.

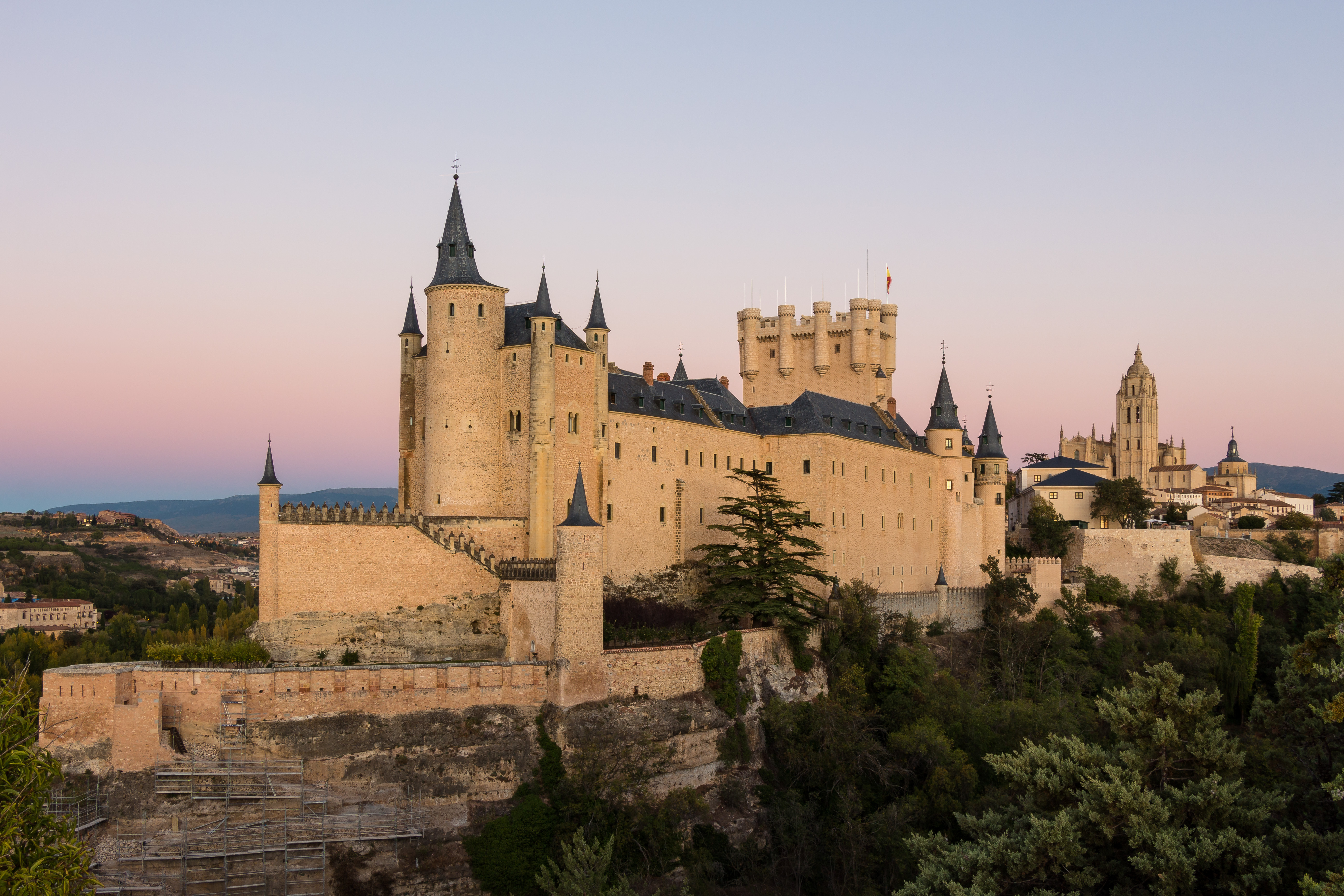
Alcázar de Segovia

El alcázar de Segovia, palacio real situado en lo alto de una roca entre los ríos Eresma y Clamores, aparece documentado por primera vez en 1122, aunque es posible que existiese en época anterior. Fue una de las residencias favoritas de los reyes de Castilla, construido en la transición del románico al gótico, y en el que destaca la decoración mudéjar de sus amplios salones. El edificio se articula a través de dos patios y posee dos torres, la del Homenaje y la de Juan II. Fue residencia favorita de Alfonso X el Sabio y de Enrique IV, y de él partió Isabel la Católica para ser proclamada reina de Castilla en la plaza mayor. Devastado por un incendio en 1862, fue posteriormente reconstruido. Alberga en la actualidad el Archivo General Militar de Segovia y el museo del Real Colegio de Artillería, gestionado por el Patronato del Alcázar.

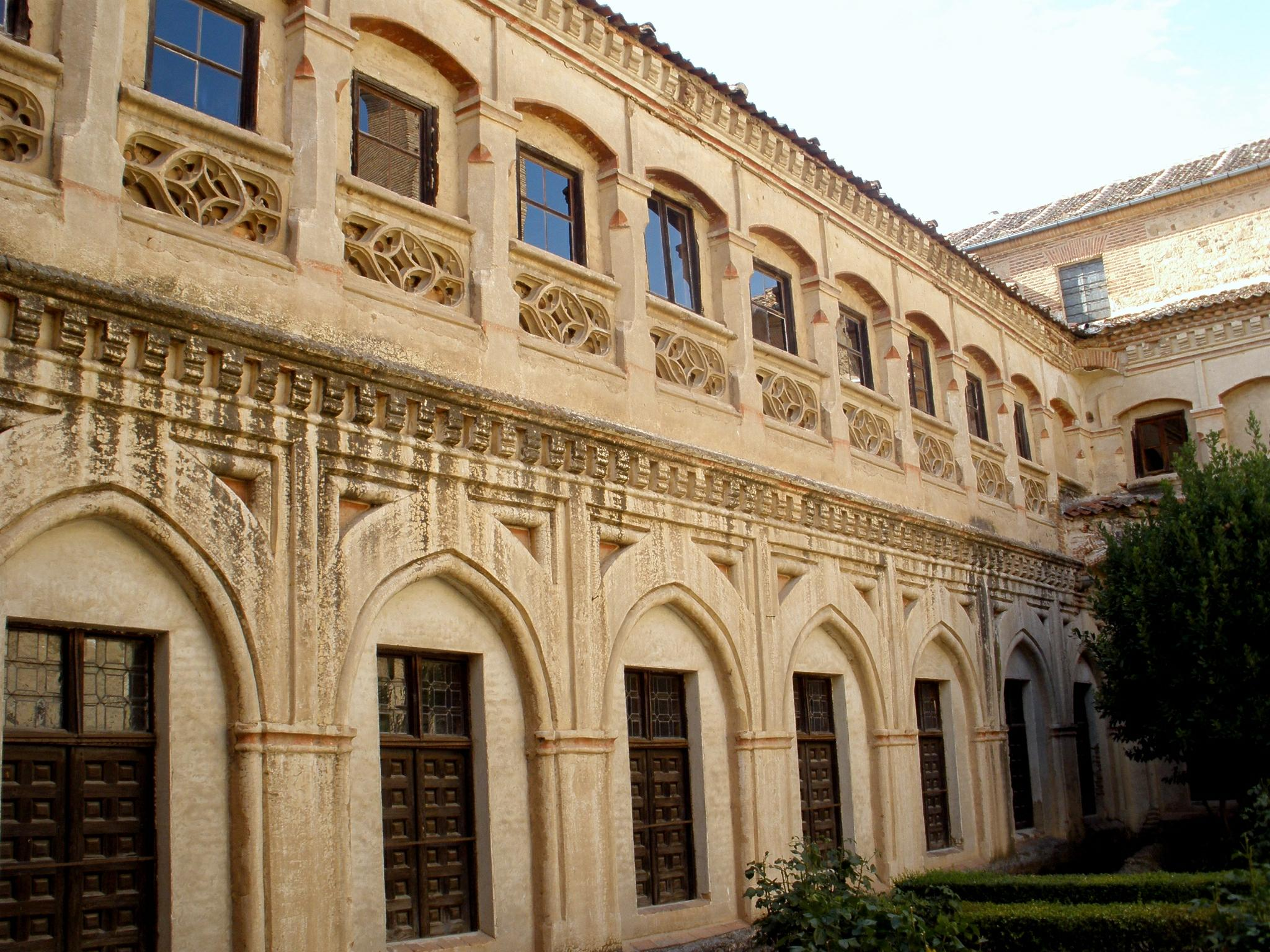
Monasterio de San Antonio el Real

El monasterio de San Antonio el Real era el antiguo pabellón de caza de Enrique IV y más tarde se convirtió en convento. Son únicos sus techos artesonados de estilo mudéjar que datan todos de 1455, son todos de época (al contrario de los techos del alcázar de Segovia que fueron destruidos durante el incendio de 1862 y reconstruidos a principios del siglo XX). La iglesia presenta un techo mudéjar y el claustro (ahora convertido en museo) presenta otros ejemplos de techos mudéjares de técnica nazarí. Diez monjas siguen viviendo en el convento.
La catedral de Santa María y de San Frutos, es la última catedral gótica que se construyó en España. Está considerada como la obra maestra del gótico vasco-castellano y se la conoce como «La Dama de las Catedrales». Se trata de la tercera catedral de la ciudad, y conserva el claustro de la segunda, ubicada frente al alcázar y destruida durante la Guerra de las Comunidades en 1520. En sus obras trabajaron Juan y Rodrigo Gil de Hontañón, y otros maestros de la arquitectura española. Fue consagrada en 1768 y tiene unas dimensiones de 105 m, 50 m de ancho y 33 m de altura en la nave central; consta de dieciocho capillas y dispone de tres puertas de acceso: la del Perdón, la de San Frutos y la de San Geroteo, primer obispo de la diócesis.
Las murallas de Segovia ya existían cuando Alfonso VI de León arrebató la ciudad a los árabes, quien mandó ampliarla llegando a tener un perímetro de 3 km, ochenta torres, cinco puertas y varios postigos. Su construcción se realizó principalmente con sillares de granito, aunque también se reutilizaron lápidas de la necrópolis romana. La muralla recorre el casco antiguo, y en la actualidad conserva tres puertas: San Cebrián, de gran austeridad; Santiago, de aspecto mudéjar; y San Andrés, puerta de acceso a la judería; y los postigos del Consuelo, de San Juan, del Sol y de la Luna.

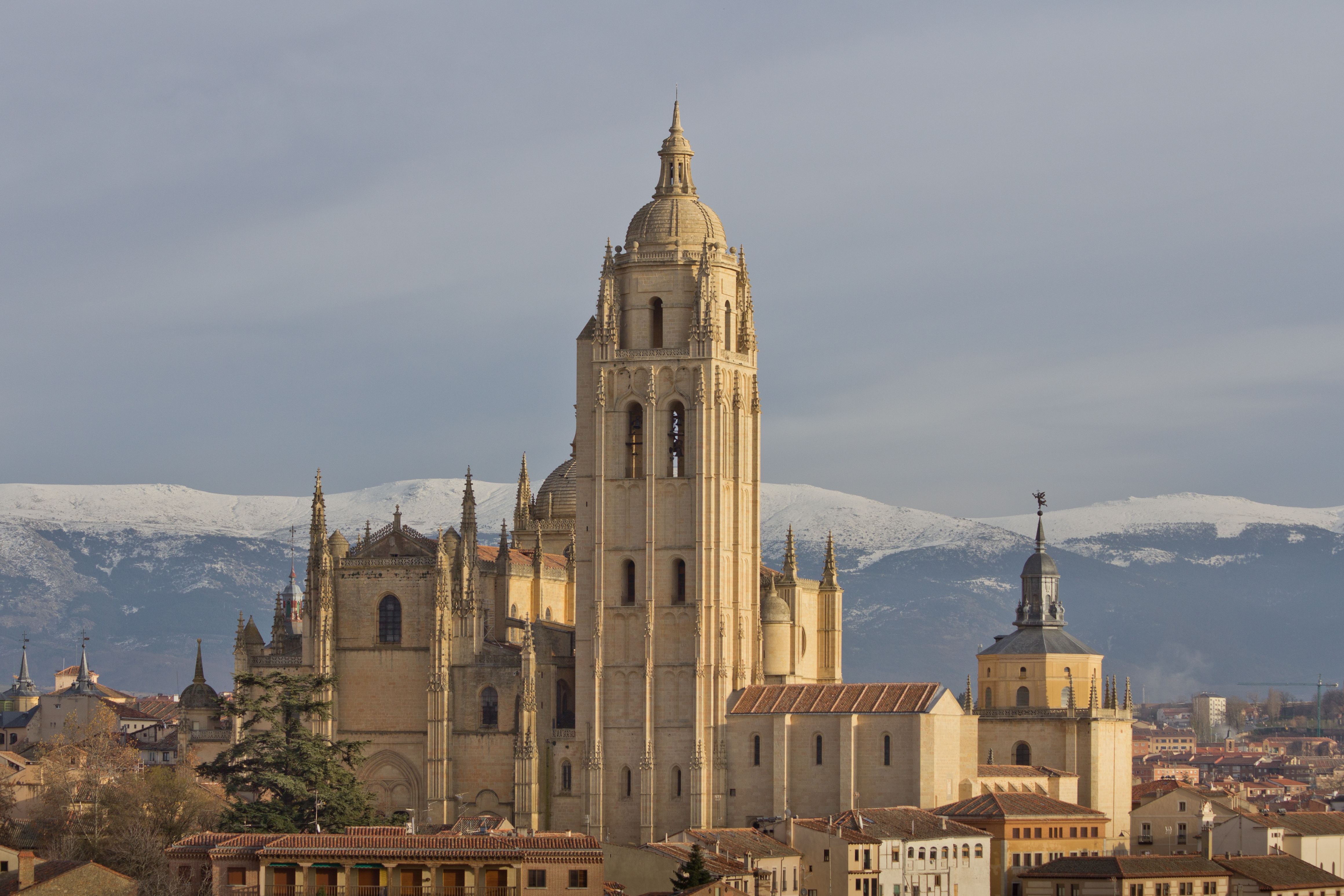
Catedral de Santa María
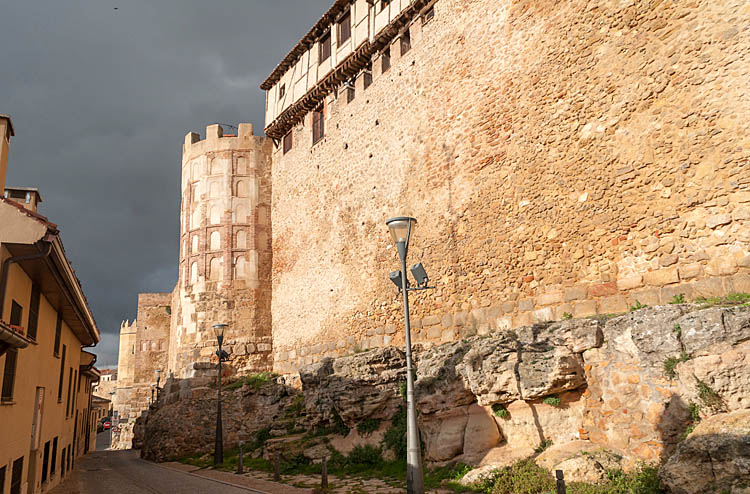
Murallas en la judería
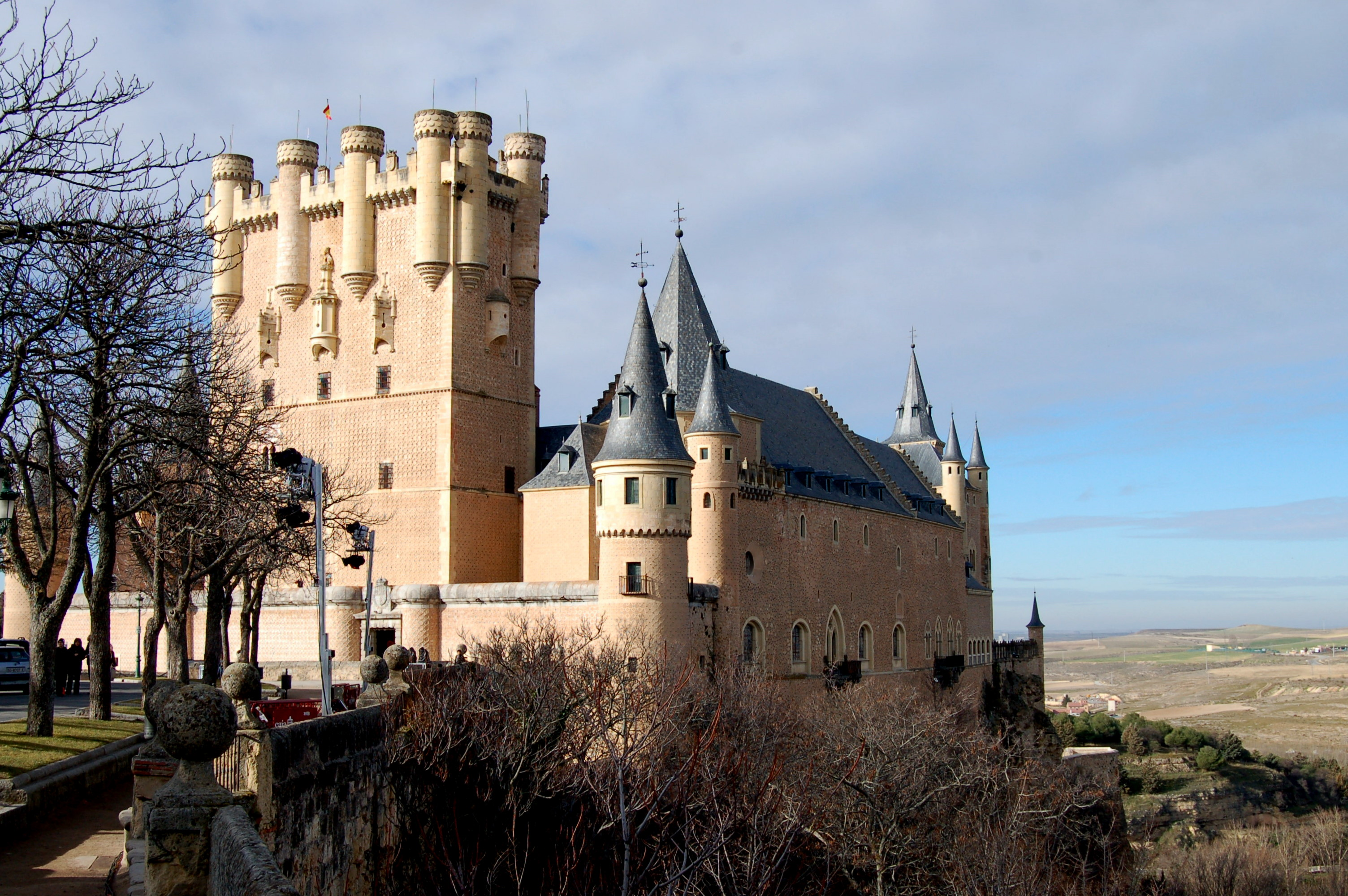
Alcázar de Segovia
Acueducto de Segovia
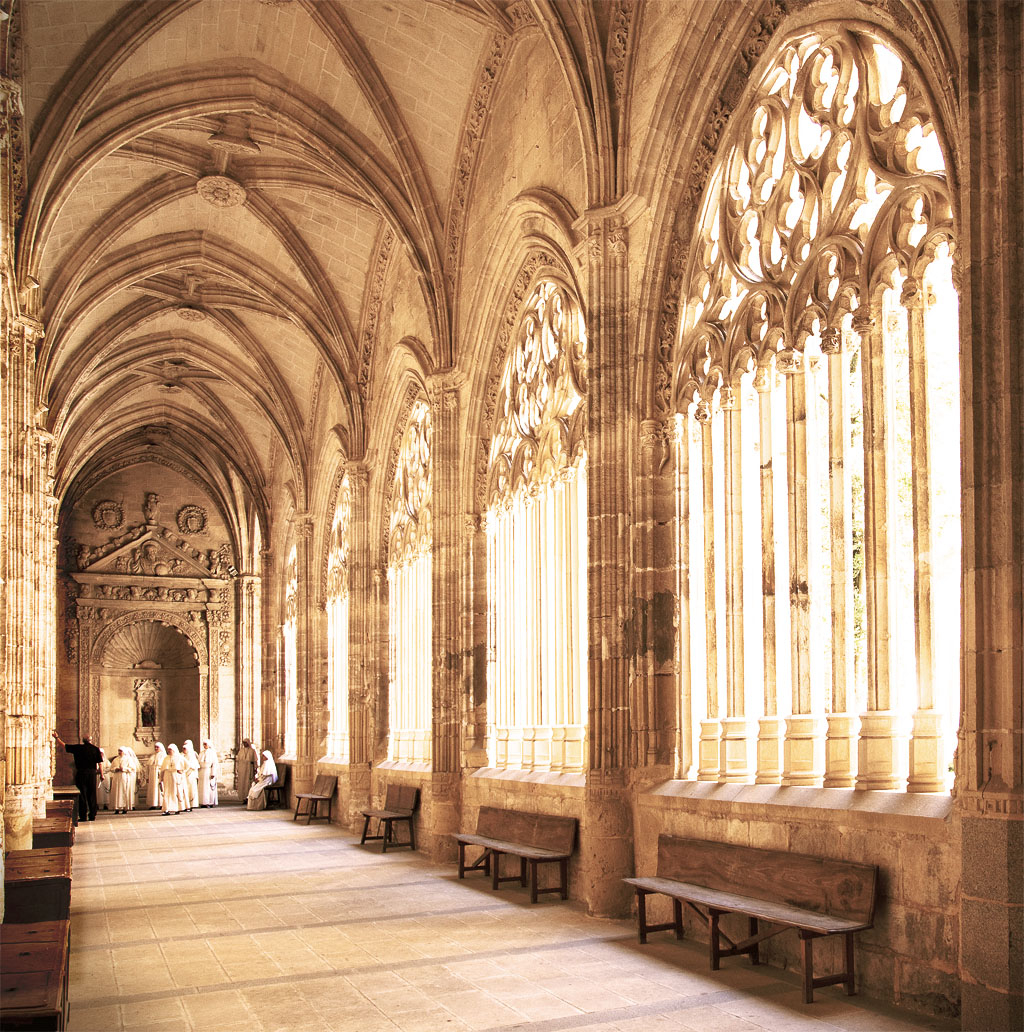
Claustro de la catedral

### Arquitectura religiosa
Iglesias

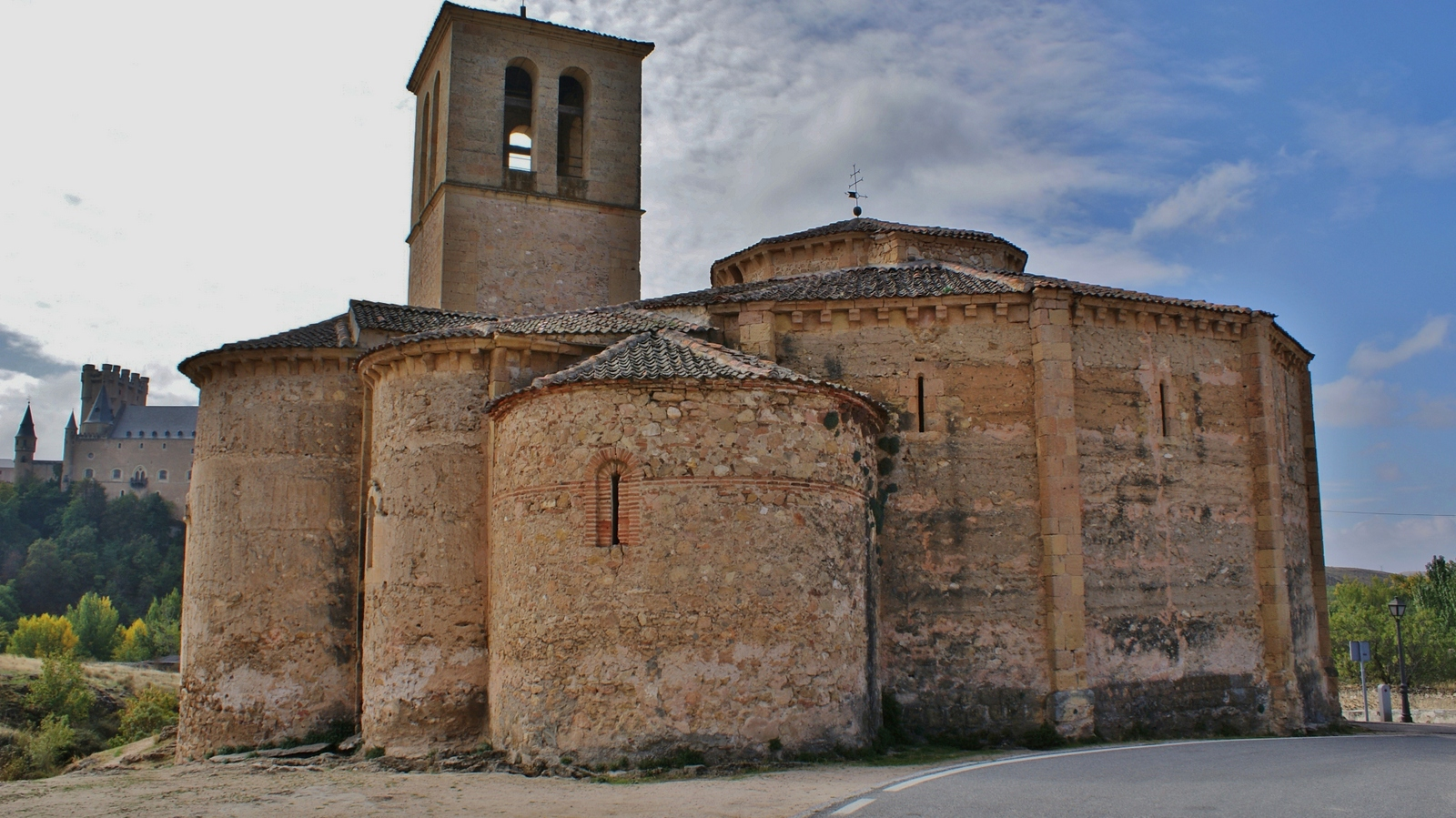
Iglesia de la Vera Cruz

La ciudad conserva un importante conjunto de iglesias románicas tanto de piedra como de ladrillo, donde se destacan la iglesia de San Esteban, la iglesia de San Millán, la iglesia de San Martín, la iglesia de la Santísima Trinidad, la iglesia de San Andrés, la iglesia de San Clemente, la iglesia de los Santos Justo y Pastor, la iglesia de la Vera Cruz y la iglesia del Salvador, entre otras.
Monasterios y conventos

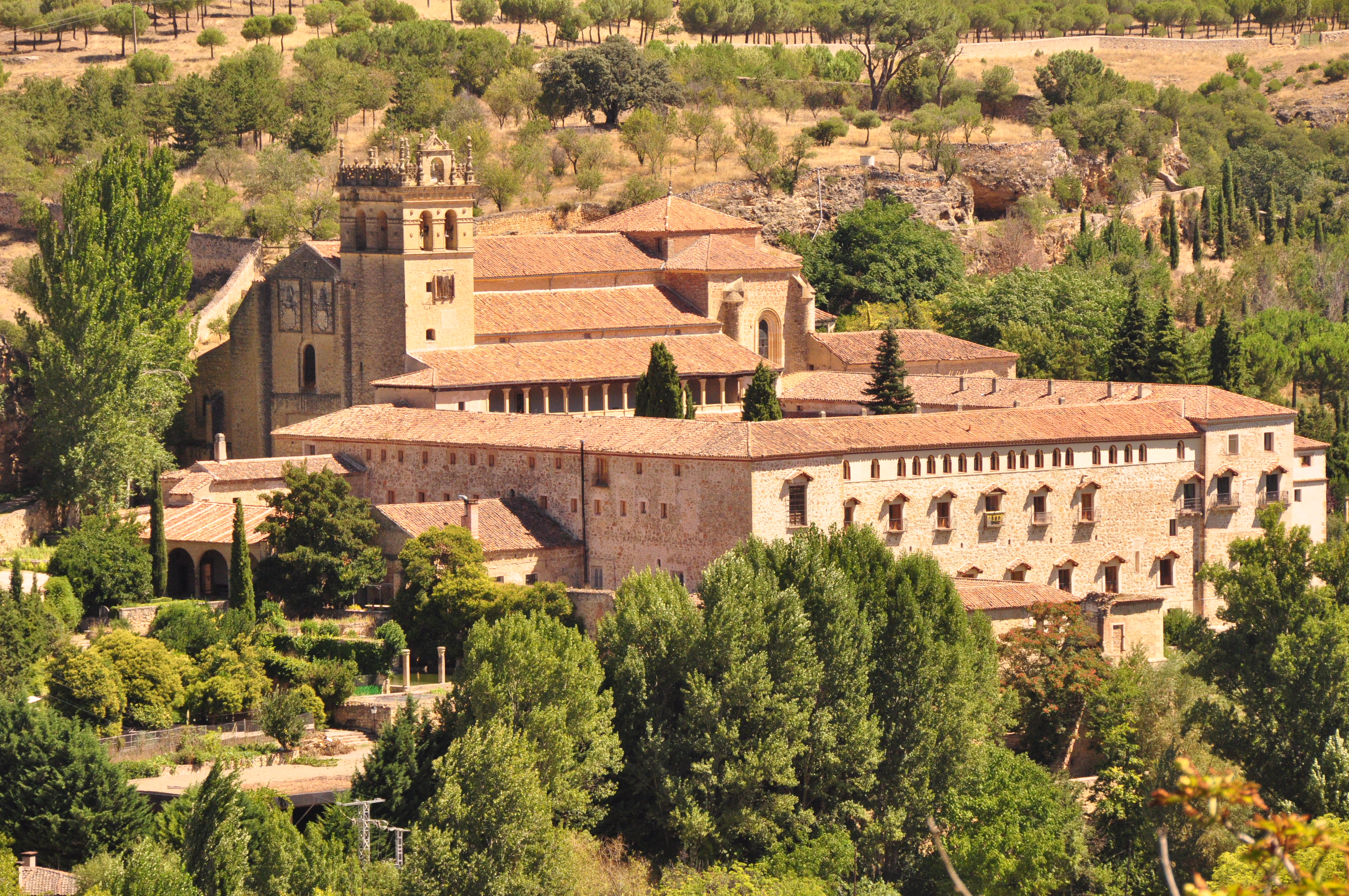
El monasterio de Santa María del Parral de los monjes jerónimos

La ciudad de Segovia conserva diversos monasterios y conventos aún activos con vida religiosa de clausura: el monasterio de Santa María del Parral con los últimos monjes en toda España de la orden de San Jerónimo; el monasterio de la Humilde Encarnación con las monjas de la orden de San Agustín; el monasterio de la Inmaculada Concepción con las monjas concepcionistas franciscanas; el monasterio de San Vicente el Real con las monjas de la orden del Císter; el monasterio de San Antonio el Real con las hermanas clarisas de la orden de Santa Clara; el convento de San Juan de la Cruz con los frailes de la carmelitas descalzos; el convento de San José con las monjas carmelitas descalzas de clausura; el convento del Corpus Christi con las hermanas clarisas de la orden de Santa Clara; el convento de Santo Domingo el Real con las monjas o madres dominicas de clausura; y el convento de San Juan de Dios con las hermanas franciscanas de la tercera orden de San Francisco. También cuenta con restos de conventos desaparecidos en la actualidad como el convento de San Agustín y el convento de San Francisco.

### Arquitectura civil

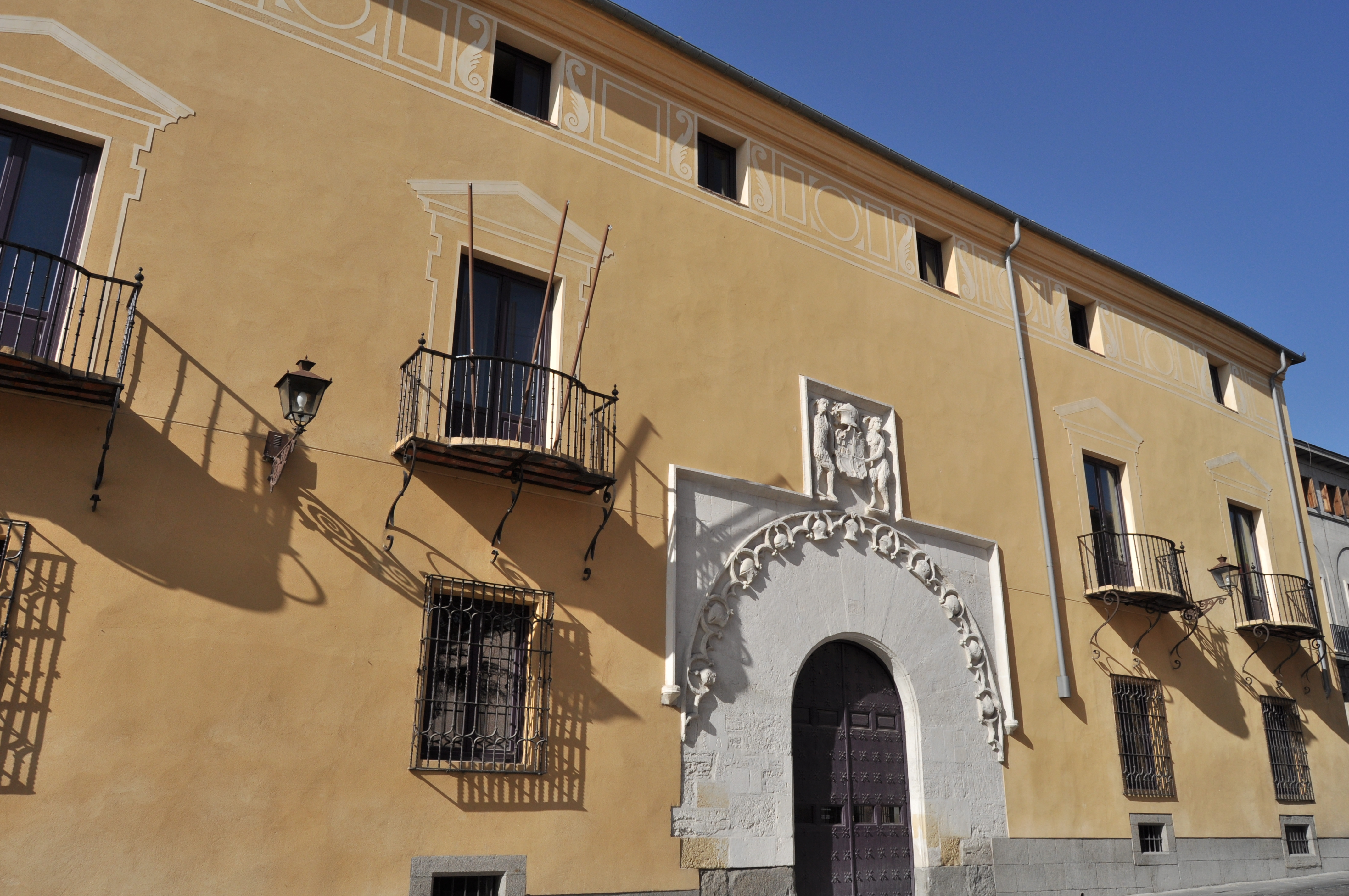
Portada del palacio de los Marqueses de Quintanar

Entre los representantes de la arquitectura civil segoviana puede citarse el palacete castellano Ayala Berganza de finales del siglo XV, declarado Monumento Histórico-Artístico. Debido a un asesinato múltiple sucedido a finales del siglo XIX es conocido por los segovianos como «la casa del crimen».
La ciudad cuenta con numerosos palacios medievales con fachadas, portadas, patios de columnas, escudos y torreones. Se pueden destacar diversas portadas en la calle Daoiz, la Casa del Sello en la calle San Francisco, la Casa-Museo del Torreón de Lozoya en la plaza de San Martín, la Casa de Juan Bravo, la Casa del Conde Alpuente (Fomento), la Casa de los Picos y otras de la calle Real, la casa de Diego de Rueda o de don Álvaro de Luna, o la Casa Mudéjar, edificio del siglo XV, hoy reconvertido en hotel, donde se conservan o se descubrieron restos vacceos, romanos —se halló un verraco en granito, actualmente en el Museo Arqueológico Nacional de Madrid— y artesonados mudéjares.
Dentro de la arquitectura del siglo XVI destacan el palacio episcopal, antes de los Salcedo, y el palacio del Marqués del Arco. La Casa de la Moneda sería el edificio industrial más antiguo de Europa; fue rehabilitada y abierta al público en 2011.
La arquitectura civil tradicional se caracteriza por un estilo propio de tejados segovianos de teja, con la típica decoración de esgrafiados en las fachadas.

### Parques y jardines

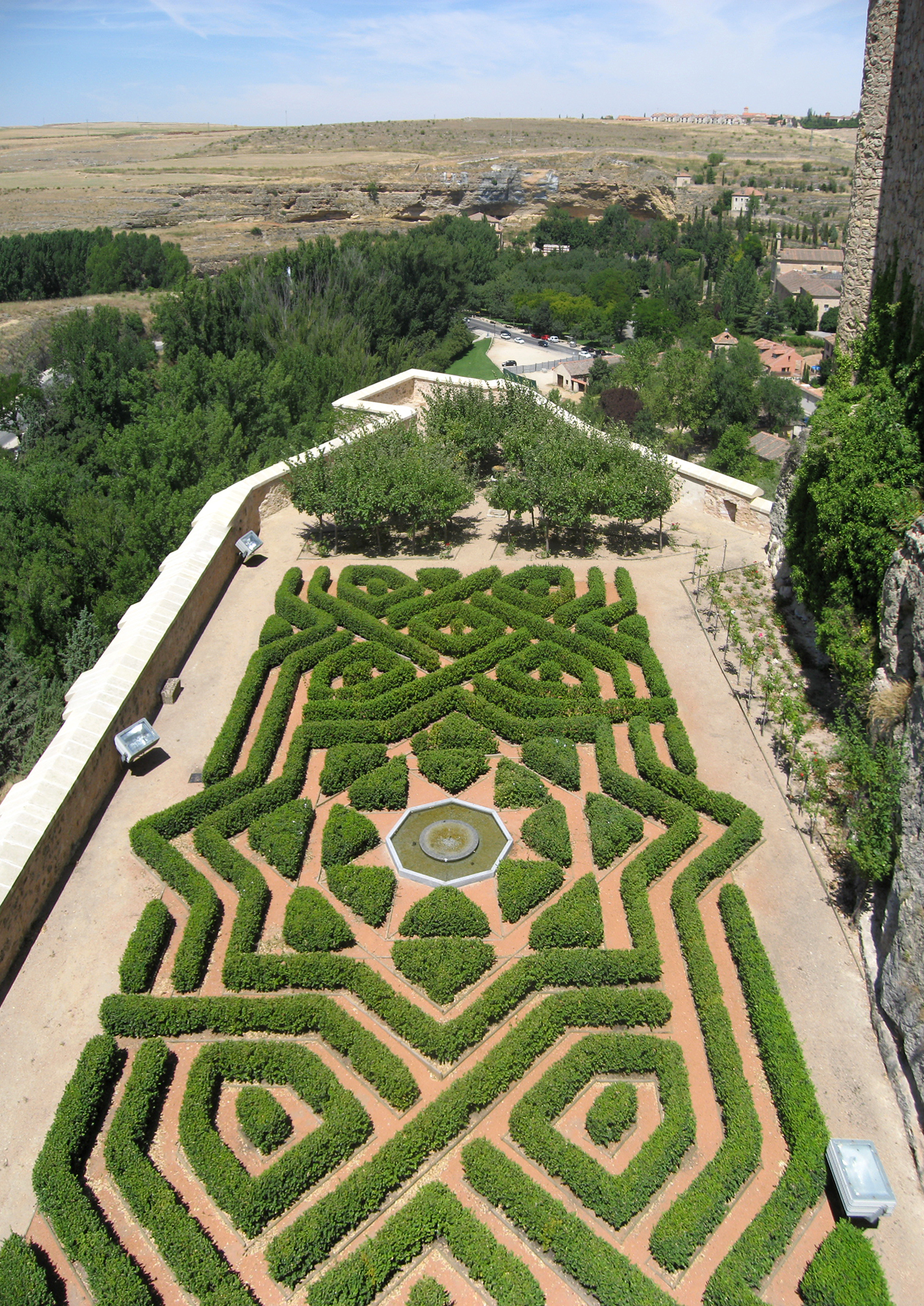
Vista de los Jardines del Alcázar

Los jardines del Alcázar se levantan en la explanada donde se encontraba la antigua catedral y el palacio episcopal, y comenzaron a crearse con motivo del matrimonio en el alcázar de Felipe II con Ana de Austria en 1570, retirando las ruinas que aún persistían, aunque no se llevó a cabo por completo hasta la visita de Fernando VII en el siglo XIX. Entre 1816 y 1817 comenzaron a plantarse los primeros árboles, y se cerraron con la verja que existe actualmente. Fueron arrasados por el incendio sufrido en el alcázar en 1862, y nuevamente recuperados en 1882.

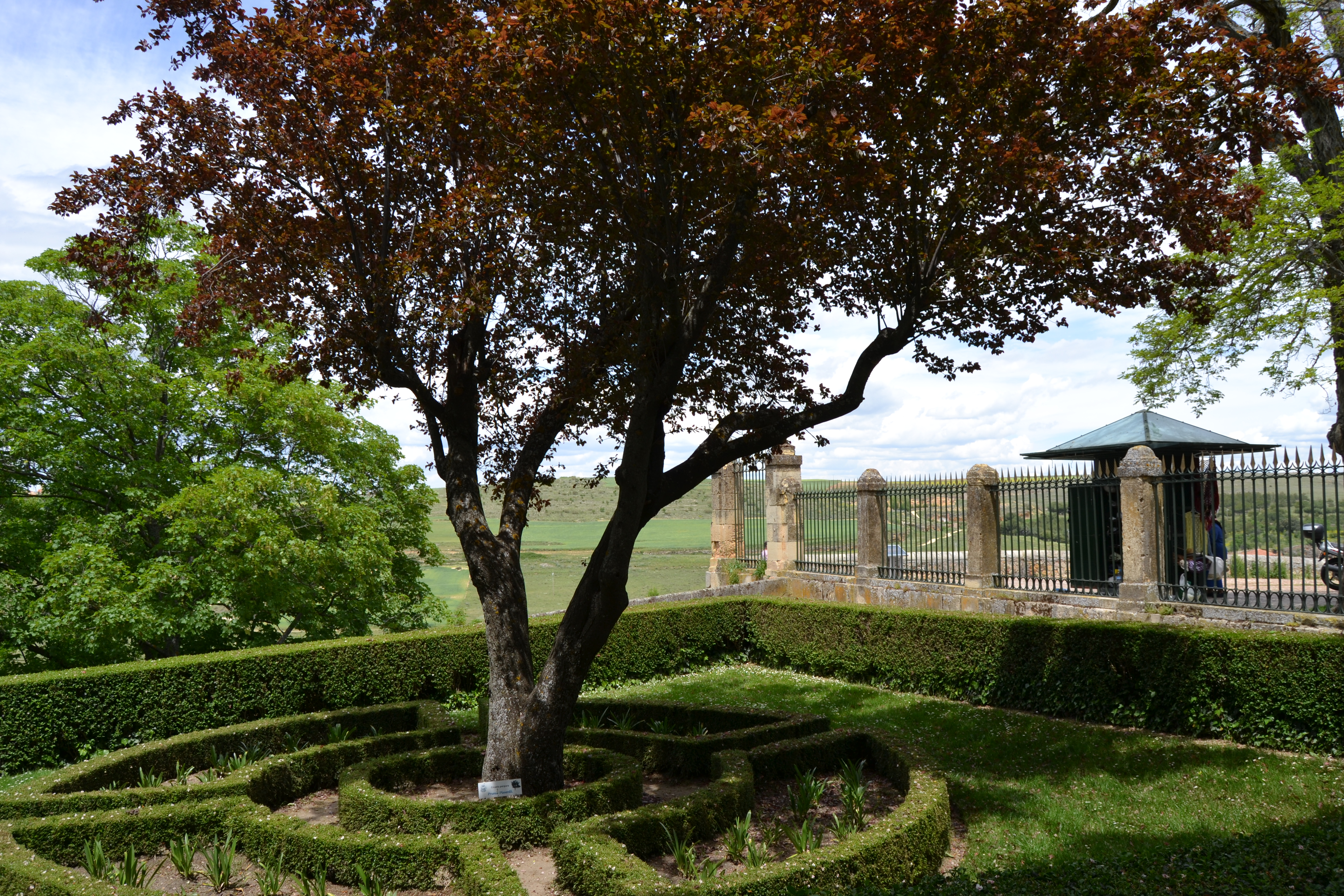
Rincón ajardinado en Segovia

La plaza de la Merced fue el primer jardín público llevado a cabo por el ayuntamiento dentro del recinto amurallado y en la actualidad es uno de los mejores y más bellos de la ciudad. Debe su nombre al antiguo convento de frailes mercedarios que se ubicaba en el mismo lugar y comenzó a realizarse a mediados del siglo XIX con la plantación de árboles y la instalación de una fuente, sustituida posteriormente por la actual, más amplia y de aspecto señorial; dispone de zona infantil.
El paseo del Salón es uno de los más antiguos jardines de la ciudad, pues fue creado en 1786 por la Sociedad Económica de Amigos del País de Segovia, y dos años después se comenzó la plantación de árboles. En 1846 se instalaron diversas fuentes y volvió a replantarse de diferentes especies. En la actualidad y debido a la presión política este bello parque se encuentra en peligro ante el proyecto de realización de un aparcamiento subterráneo bajo el mismo. Dicho aparcamiento se considera injustificable desde el punto de vista de la UNESCO.
Los jardinillos de San Roque, situados junto al denominado «Paseo Nuevo» fueron abiertos al público en 1872, aunque ya diez años antes se ubicó una fuente pública en ellos. En 1943 fueron el lugar donde se ubicó un pabellón dedicado a la Feria de Muestras, edificio que aún se conserva y constituye uno de los elementos característicos de los jardines. El jardín de los Cañuelos es un pequeño jardín que se encuentra situado frente al colegio de los Padres Misioneros, antiguo convento de San Gabriel. Los jardines de los Huertos reciben su nombre por ocupar las huertas de un convento de frailes premostratenses. Tras la supresión del convento en 1836 con las primeras leyes desamortizadoras, la ciudad reclamó la propiedad del terreno, hecho que se produjo en 1897. En 1901 comenzó la plantación de árboles y la estructuración de los jardines, que ha sido rehabilitada paulatinamente hasta nuestros días.
Otros espacios verdes o ajardinados son la alameda del Eresma, la alameda de la Fuencisla, el jardín de Fromkes, el jardín de la plaza del Conde Alpuente, el jardín de la plaza de Colmenares, el jardín de San Agustín, el parque de la Albuera, el parque de la Dehesa, el Pinarillo de la Cuesta de los Hoyos, el Valle del Clamores y el Romeral de San Marcos.

### Escultura urbana

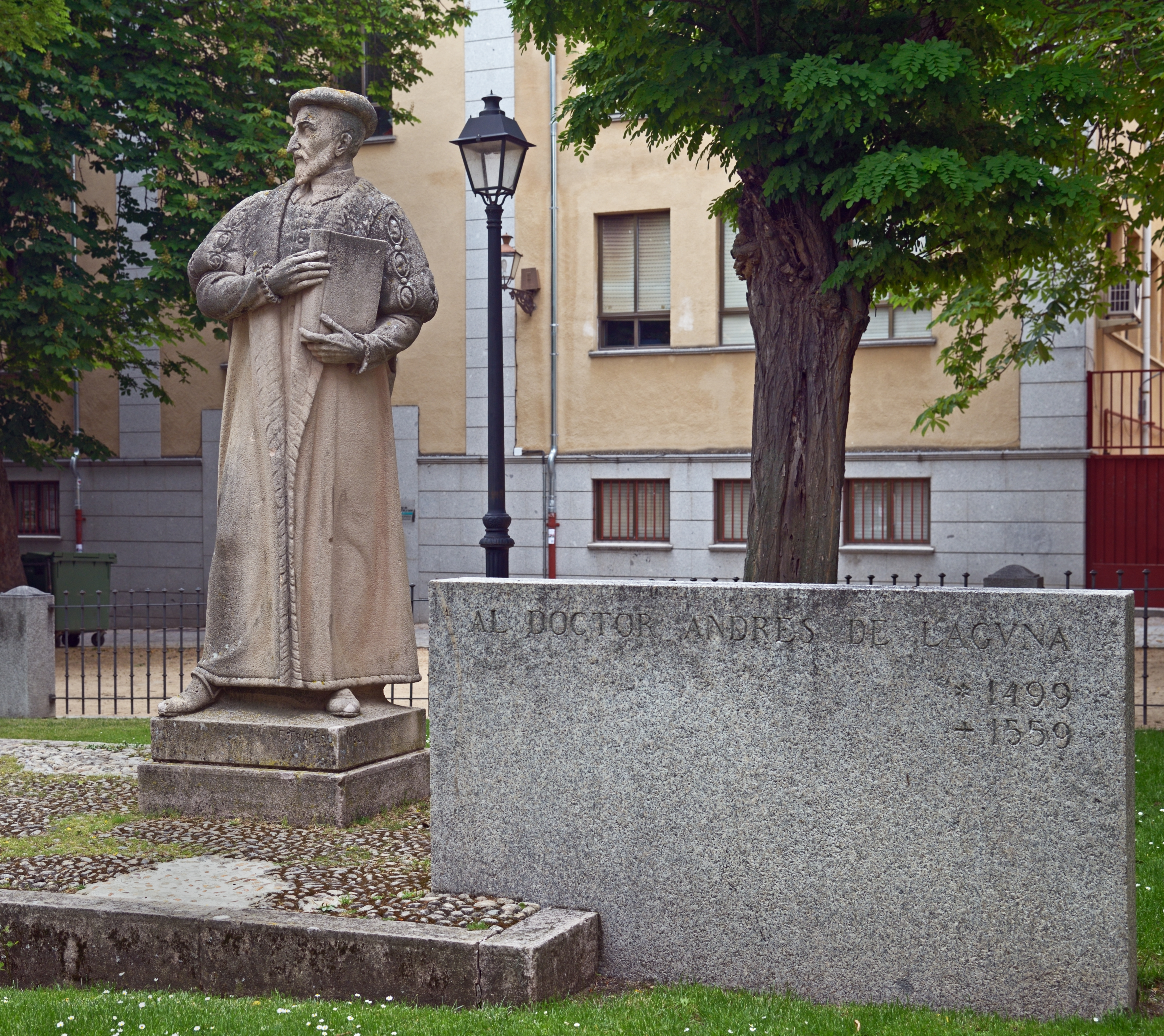
Monumento a Andrés Laguna

La escultura urbana en Segovia está protagonizada por obras que representan a ilustres personajes vinculados a la ciudad, a los que se ha querido rendir homenaje de esta manera, aunque también podemos encontrar diversas imágenes de tipo religioso. Una de las esculturas más emblemáticas de la ciudad es la loba capitolina, copia de la escultura Luperca que se conserva en el Museo Capitolino de Roma, que la obsequió a la ciudad en 1974 durante los actos de celebración del bimilenario del acueducto.

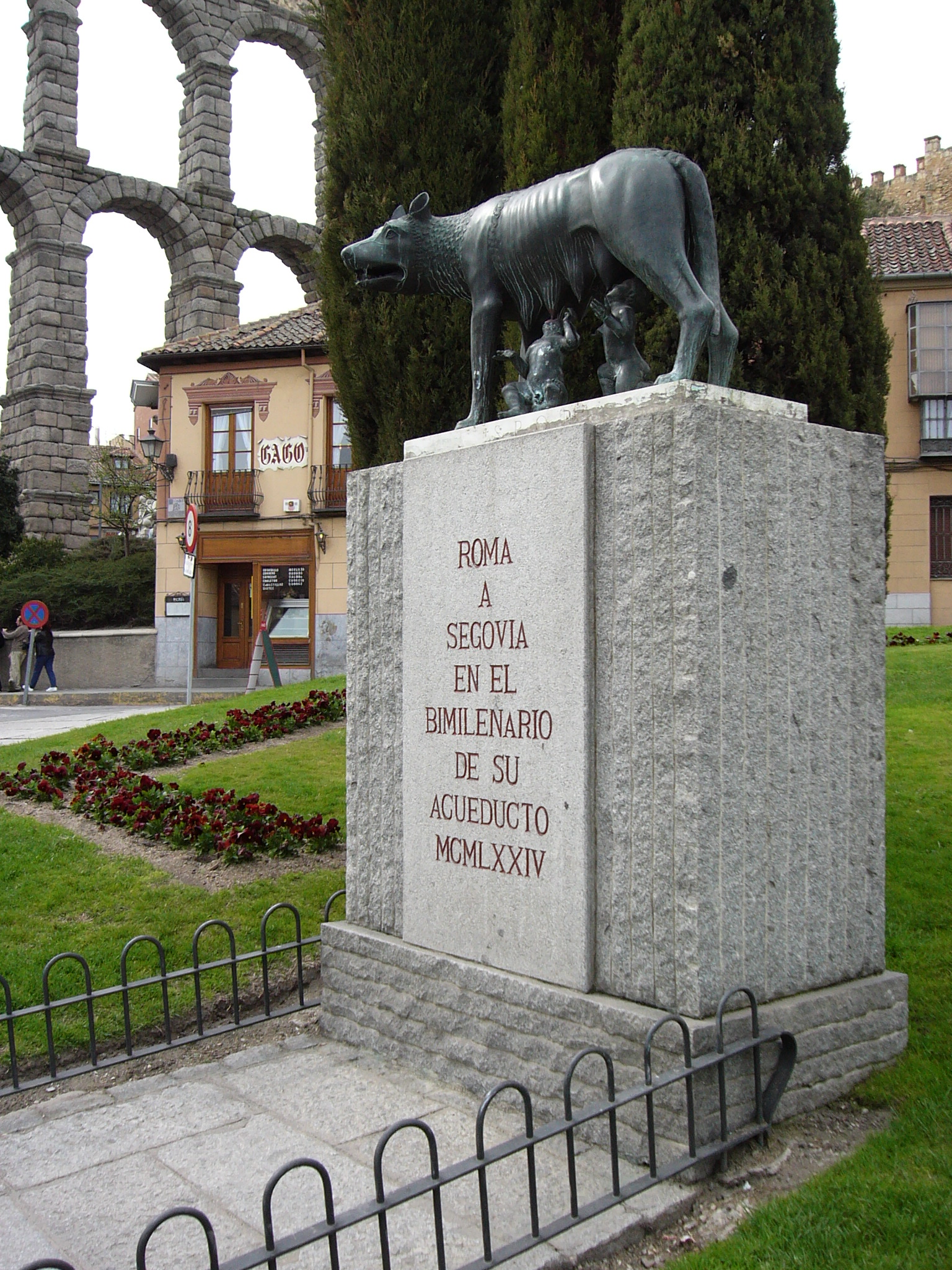
Loba capitolina junto al acueducto

En la plaza de la Merced podía contemplarse hasta hace unas décadas un monumento dedicado al ceramista Daniel Zuloaga, obra de Emiliano Barral en 1924, luego trasladado a la plaza de Colmenares. También del taller de Barral es el busto de Antonio Machado (que vivió y trabajó en Segovia entre 1919 y 1932), que preside —con la misma modestia que caracterizó al poeta— un rincón del pequeño jardín de su casa museo. En memoria de Rubén Darío y donado por la República de Nicaragua a la ciudad en 1973, puede verse en la plaza de la Merced, frente a la iglesia de San Andrés, otro busto, obra del escultor Santiago de Santiago. Relacionado con las letras es también el busto del poeta José Rodao, obra del escultor segoviano Aniceto Marinas, que desde 1960 se encuentra en el paseo del Salón, procedente de la plaza de los Huertos donde fue instalado en 1927.
Personajes religiosos como Domingo de Soto, Pío XII, San Antonio María Claret o San Juan de la Cruz tienen su espacio dentro de la escultura urbana de la ciudad, la primera obra de Ortega y el resto de José María Moro, escultor próspero en Segovia a quien también se debe el monumento a la Juventud ubicado en la plaza del Conde de Cheste. También otros maestros que homenajearon con su obra a algunos paisanos han sido a la vez reconocidos en alguna calle o plaza de la ciudad, como es el caso de Aniceto Marinas, a quien dedicó un monumento en 1943 su amigo y compañero Mariano Benlliure.

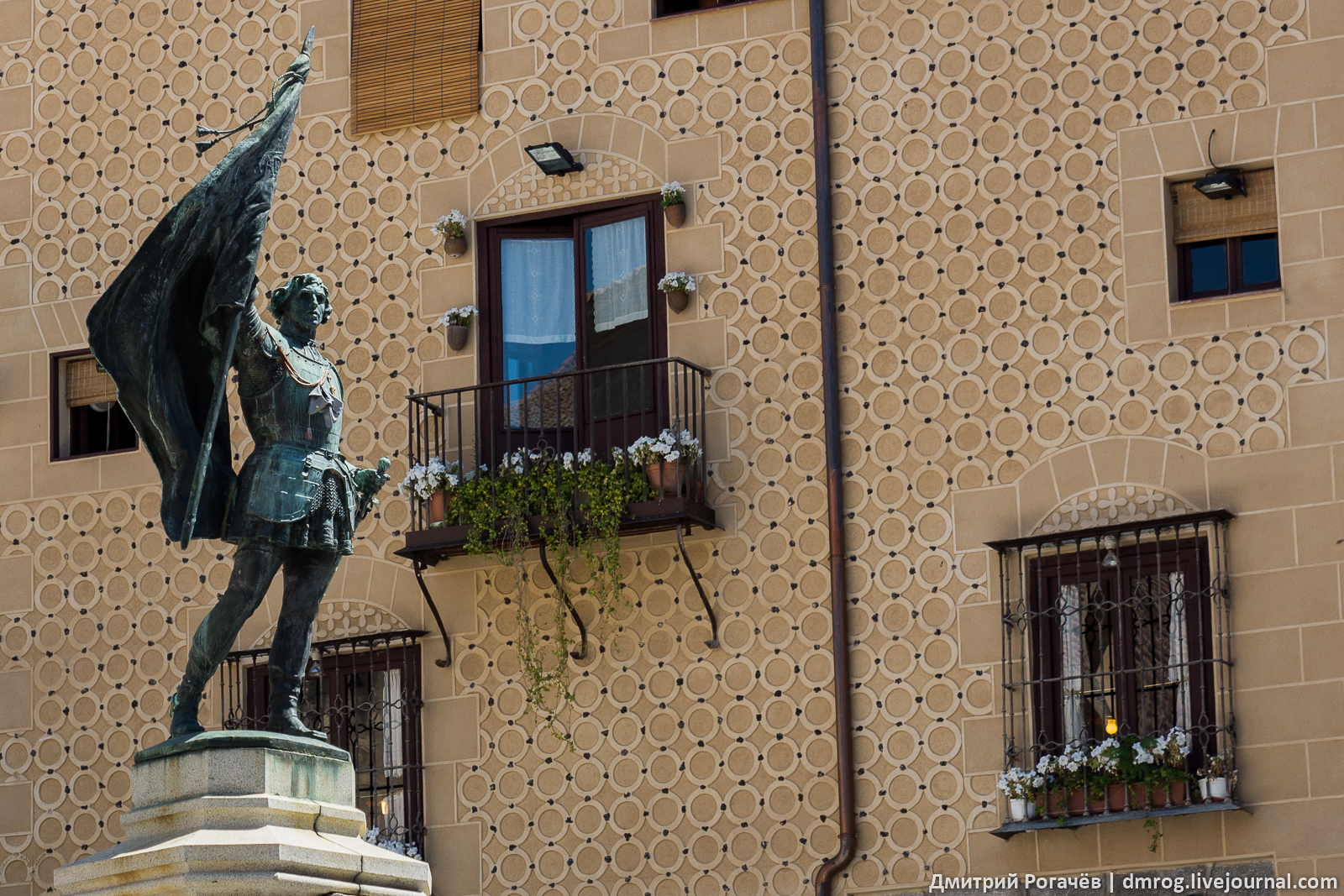
Estatua de Juan Bravo, líder de la Guerra de las Comunidades de Castilla

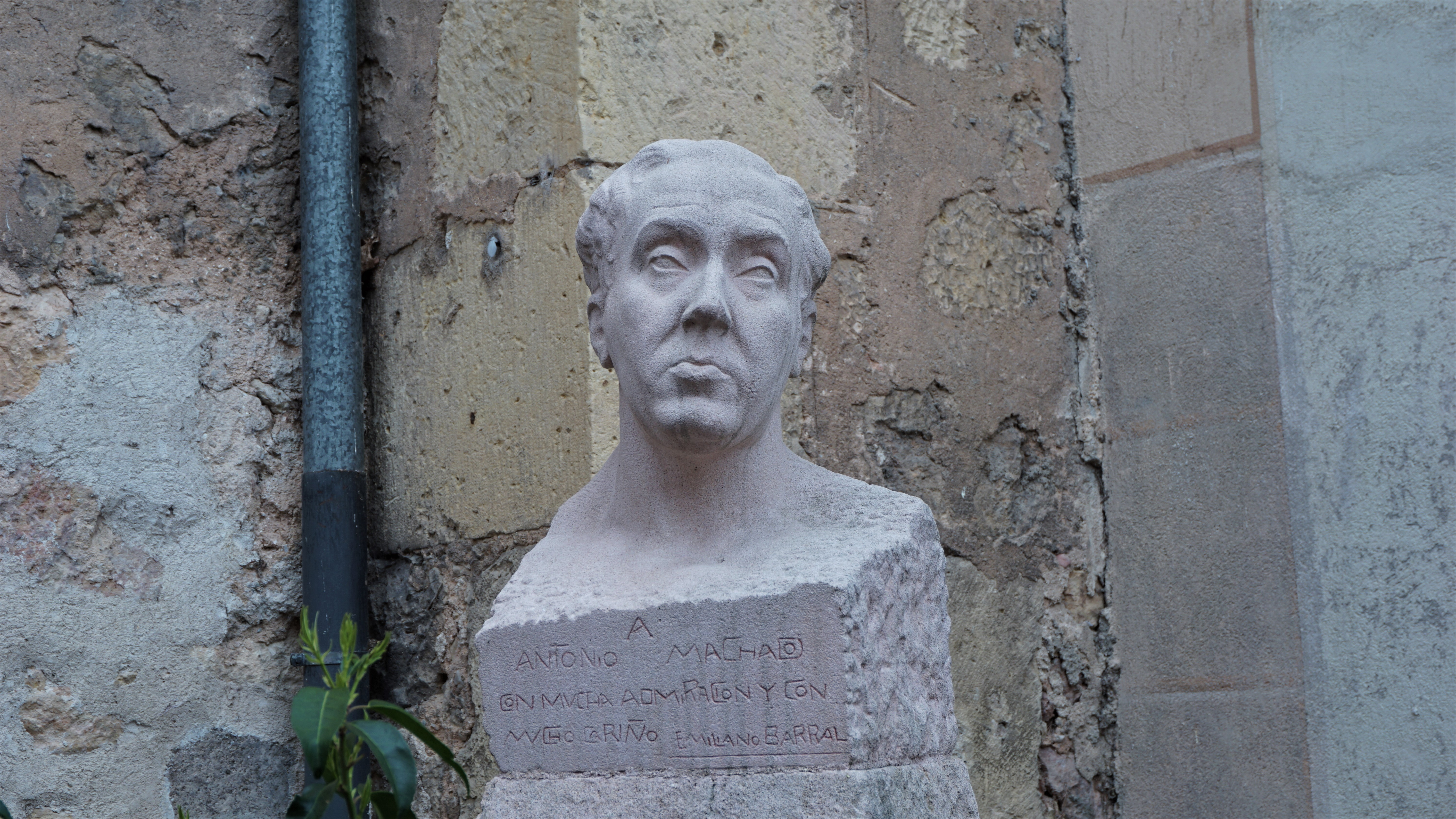
Busto de Antonio Machado

En el campo de las armas encontramos el monumento a Daoiz y Velarde, obra de Aniceto Marinas. Del mismo autor es la escultura al comunero Juan Bravo, realizada en 1921 y ubicada en pleno centro de la ciudad, en la plaza de Medina del Campo (conocida popularmente como de las Sirenas), nombre que recibe de las sirenas al estilo griego, mujeres aladas, que aparecen en los capiteles de la iglesia de San Martín. Hay quien piensa erróneamente que las dos esfinges que rematan la escalinata y representan a estos seres mitológicos, pero no, son simples esfinges realizadas por Francisco Bellver en 1852. Otras esculturas en la ciudad son las dedicadas al médico Andrés Laguna por el segoviano Florentino Trapero y ubicada en plaza de los Huertos, el busto de Lope de la Calle Martín, presidente de la Diputación provincial que realizó Emiliano Barral y que puede contemplarse en la plaza de San Facundo o el monumento El Favorito, obra de Toribio García de Andrés a principios del siglo XX.
Además de esta serie de monumentos y esculturas, se esconden en algunos rincones de la ciudad otras imágenes de carácter religioso que también merecen mención. La más significativa de ellas es la Virgen del Acueducto, ubicada en la hornacina central que el monumento presenta desde la plaza del Azoguejo y que ya se encontraba en ella en el siglo XVI, como recuerda Colmenares en su historia de Segovia. Al elenco de vírgenes pertenecen también la de la Fuencisla en la calle Velarde, la de los Remedios en la puerta de San Juan, la del Socorro en la puerta de San Andrés o la del Carmen en la calle de su nombre, entre otras.

## Cultura

### Entidades culturales
Museos
- Museo Gastronómico de Segovia[50]
- Museo de Segovia

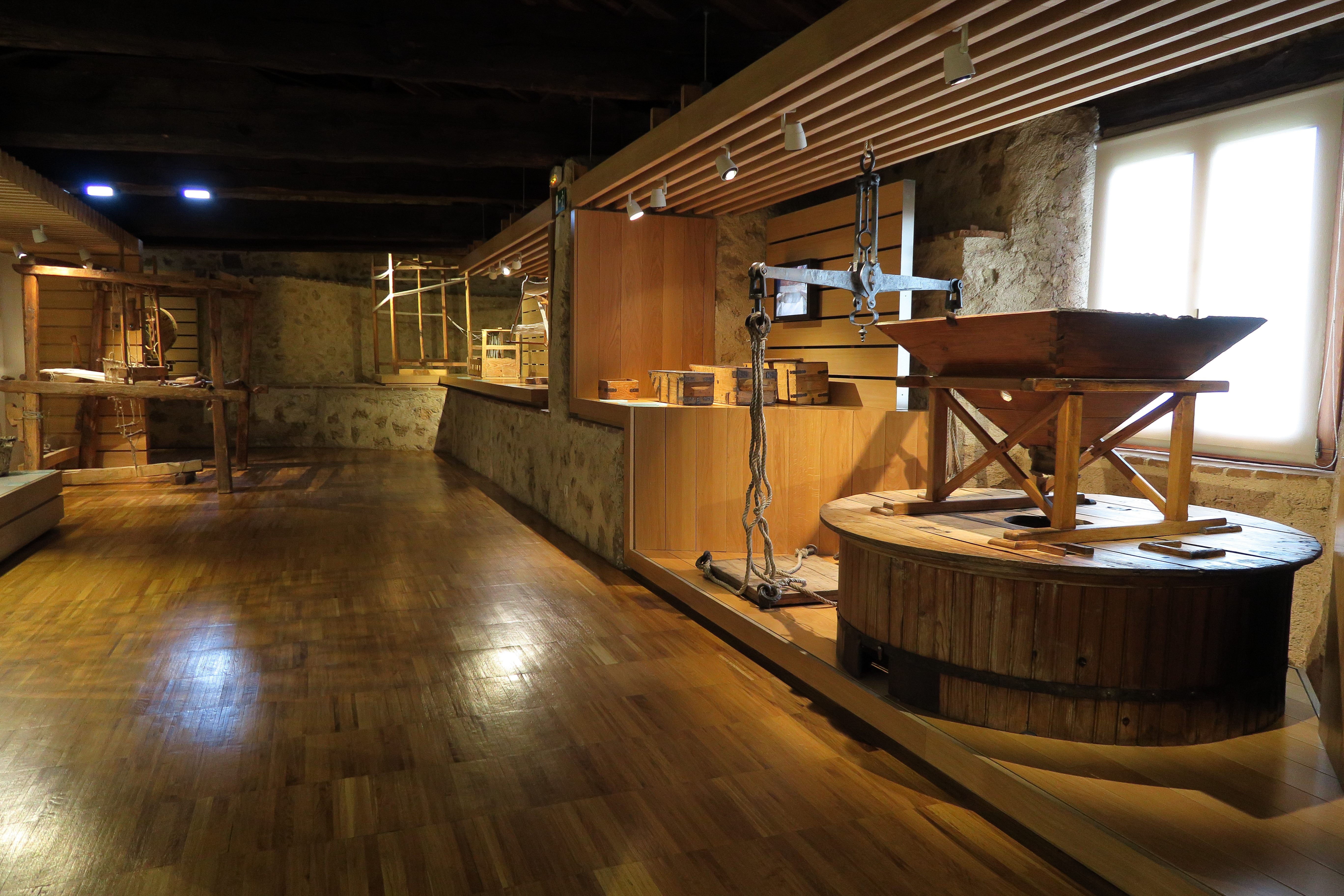
Interior del Museo de Segovia

- Museo de Arte Contemporáneo Esteban Vicente[51]
- Museo del Palacio Episcopal
- Museo de la Academia de Artillería
- Museo Catedralicio
- Museo Zuloaga
- Casa-Museo de Machado
- Museo de la Fundación Rodera-Robles
- Museo de Armas
- Museo de las murallas de Segovia
- Centro Didáctico de la Judería
- Real Casa de Moneda

Archivos

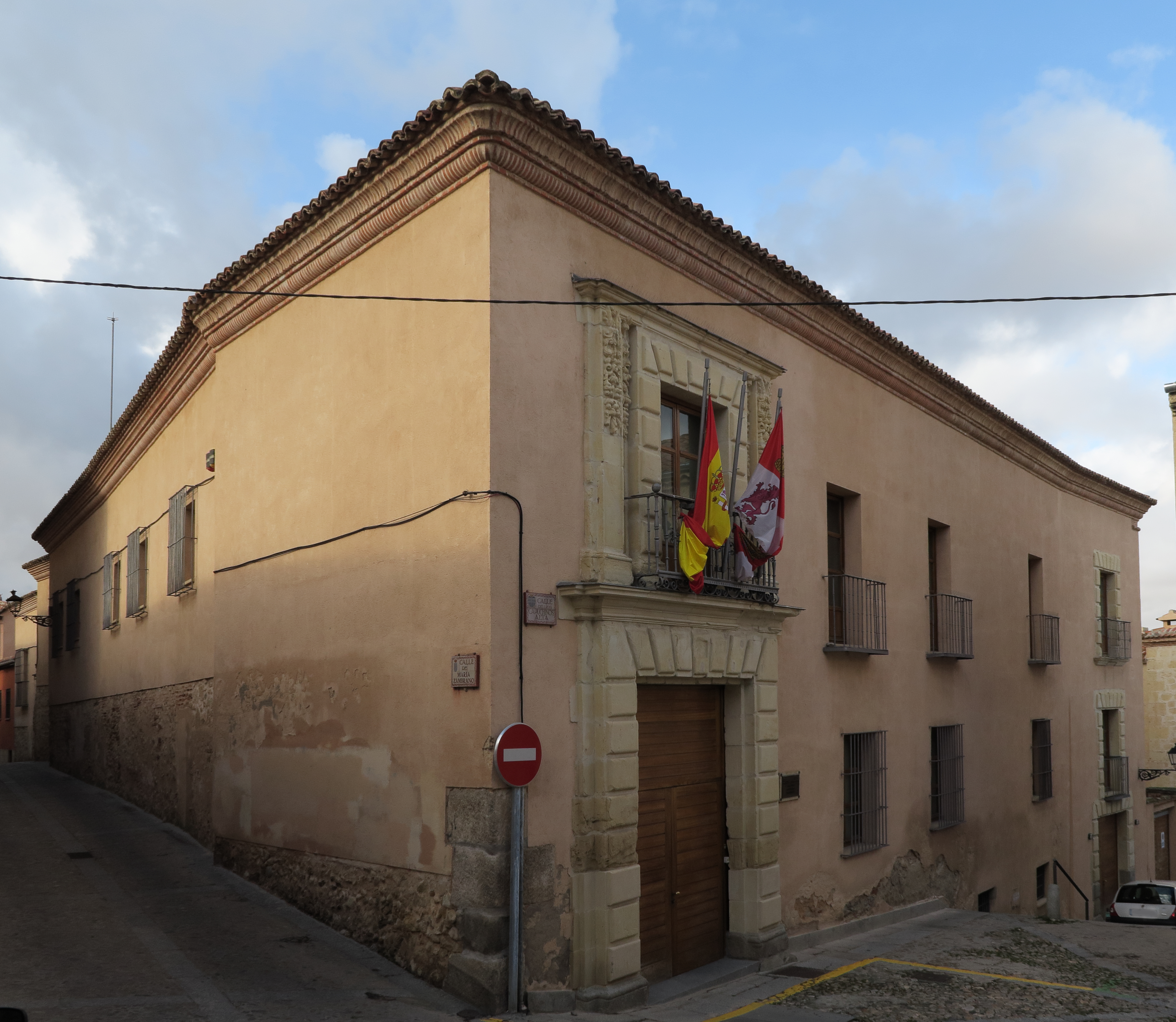
Archivo Histórico Provincial

- El Archivo Histórico Provincial está situado en una antigua casa solariega junto a la iglesia de San Quirce y fue creado en 1947 para albergar los registros protocolarios de la provincia. Sus fondos documentales están compuestos por siete archivos públicos: judicial, fe pública, administración central periférica, administración autonómica, instituciones del movimiento nacional y administración corporativa. Además, cuenta con dos archivos privados, el de la familia Arias Dávila y el del Condado de Velarde, y alberga diversas colecciones de documentos textuales, figurativos y audiovisuales.[52]
- El Archivo General Militar de Segovia es el más antiguo de las Fuerzas Armadas y fue creado por la reina María Cristina en 1898 para reagrupar los archivos dependientes del entonces Ministerio de la Guerra. Está dividido en dos sedes, el alcázar de la ciudad y la Casa de la Química, y custodia unos 75 000 legajos de carácter militar que ocupan 16 000 m de estanterías.[53]
- Archivo Diocesano de Segovia.
- El Archivo Catedralicio de Segovia, ubicado en la catedral, custodia una importante colección de incunables, entre los que se hallan varios impresos por Juan Párix, como el famoso Sinodal de Aguilafuente, que constituye el primer libro impreso en España; también destacan sus fondos musicales.
- Archivo Histórico Municipal de Segovia.

Bibliotecas
- Biblioteca Pública. La Biblioteca Pública del Estado en Segovia forma parte de la Red Nacional de Bibliotecas Públicas del Estado y del Sistema de Bibliotecas de Castilla y León. De titularidad estatal, está gestionada por la Junta de Castilla y León. Es cabecera del Sistema Provincial de Bibliotecas. Su misión es promover la lectura, facilitar el acceso gratuito a la información a los ciudadanos sin ningún tipo de discriminación y difundir la cultura escrita y audiovisual.
- Biblioteca de la Catedral
- Biblioteca del Monasterio de Santa María del Parral
- Biblioteca del Seminario Conciliar San Frutos y San IldefonsoTítere en el festival de Titirimundi
- Biblioteca del Real Alcázar.

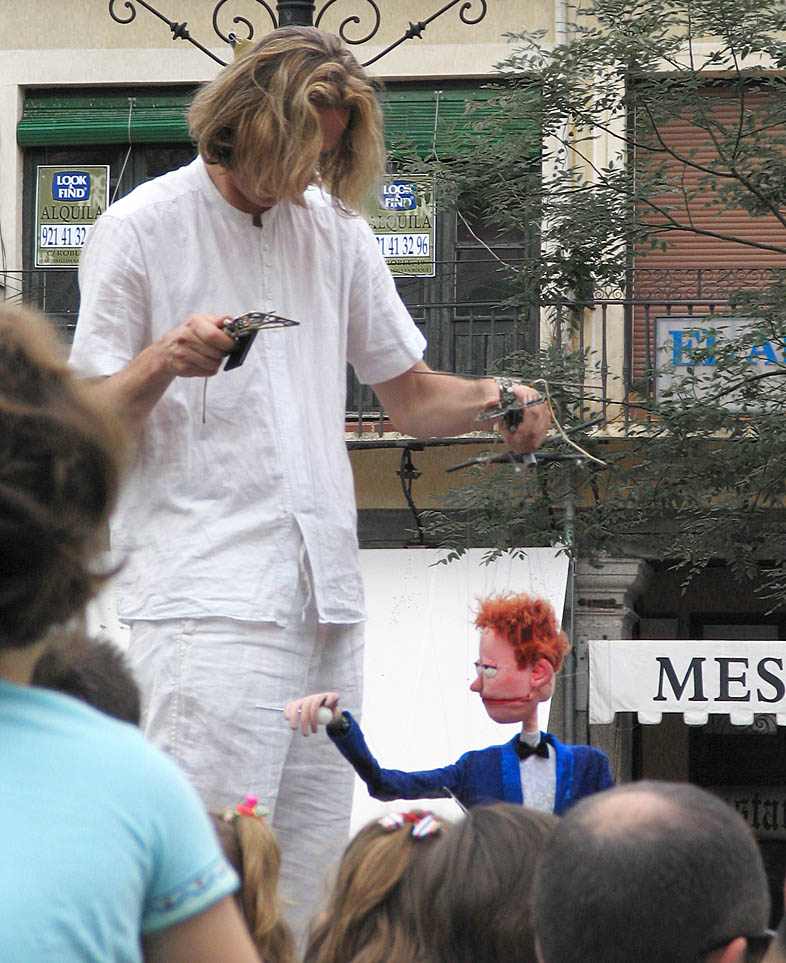
Títere en el festival de Titirimundi

- Casa de la Lectura-Biblioteca Municipal de Segovia.

### Eventos culturales
Anualmente, cada mes de septiembre, se celebra en la Real Academia de Historia y Arte de San Quirce el Seminario de Historia Medieval organizado por la Universidad Nacional de Educación a Distancia.
En lo relativo a festivales artísticos, se celebran Titirimundi, Hay Festival, Semana de Música Sacra, la Muestra de Cine Europeo de Segovia (MUCES), Folk Segovia, Festival de Segovia, Festival Internacional de Danzas de la ESTEVA y la Carrera del Pavo.
En cuanto a itinerarios culturales, el Camino de Santiago de Madrid comienza en la ciudad que le da nombre y en sentido noroccidental, conduce a los peregrinos hacia Sahagún pasando por Segovia, donde se juntan con los que se dirigen a Santiago por el Camino Francés. Las Huellas de Santa Teresa son una ruta de peregrinación, turística, cultural y patrimonial que reúne las diecisiete ciudades donde santa Teresa de Jesús dejó su huella en forma de fundaciones. La ruta no tiene un orden establecido o un tiempo limitado ya que cada peregrino o visitante puede realizarla cómo y en el tiempo que desee.

### Festividades

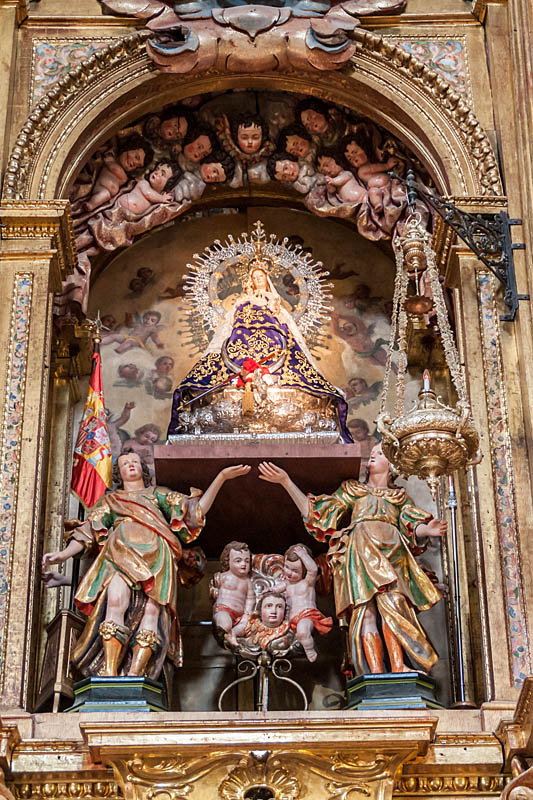
Virgen de la Fuencisla, patrona de la ciudad de Segovia

#### Fiesta de la Virgen de la Fuencisla
(25 de septiembre) Patrona de la Ciudad y de la Comunidad de la Ciudad y Tierra de Segovia. El día de la mayor celebración es el último domingo del mes de septiembre. Dos jueves antes la Virgen sube desde su santuario en la alameda de la Fuencisla a la catedral para empezar la novena. Durante los nueve días siguientes se celebra la novena en la catedral, en la que se canta el himno de la Fuencisla, y el último domingo del mes la Virgen vuelve a su santuario. Fue coronada canónicamente bajo el pontificado de Benedicto XV, siendo Obispo de Segovia Remigio Gandásegui y Gorrochátegui, el 24 de septiembre de 1916. Puesto que la Virgen es capitán general de Artillería (lo cual viene indicado por el bastón de mando y el fajín que tiene a sus pies) desde 1942, en sus viajes entre el santuario y la catedral va acompañada por los cadetes de la Academia de Artillería y por la banda de música. El día que vuelve al santuario va acompañada por los cadetes hasta la plaza del Azoguejo, donde se canta una salve. Hasta hace unos años había exhibiciones de jotas castellanas en la alameda de la Fuencisla a la llegada de la Virgen; últimamente las jotas se bailan en el propio Azoguejo.

#### Fiesta de San Lorenzo
(en torno al 10 de agosto) Es la fiesta de uno de los barrios más populares de la ciudad.

#### Ferias y Fiestas de San Juan y San Pedro
(entre los días 24 y 29 de junio) Son las fiestas más señaladas de la ciudad y se vienen celebrando desde el siglo XV. Tienen su origen en el año 1459, cuando el Rey Enrique IV concedió este privilegio a la Ciudad de Segovia.

#### Festividad de San Frutos
(25 de octubre), patrón de Segovia. A media mañana se interpreta en la catedral el villancico de San Frutos, en el trascoro, donde se encuentran los restos del patrón de la diócesis, tras el cual suele haber distintas actividades en la plaza Mayor, como un pregón, un concierto de la Banda de la Unión Musical Segoviana, exposiciones de micología, etc. El Villancico de san Frutos fue compuesto en el año 1874 por Antonio Hidalgo. En los últimos años los pasteleros de Segovia han inventado un postre del santo. En la noche anterior a San Frutos se congregan los segovianos ante la imagen del santo que hay a la puerta de la catedral para verle pasar la hoja del libro que sostiene

#### Semana Santa

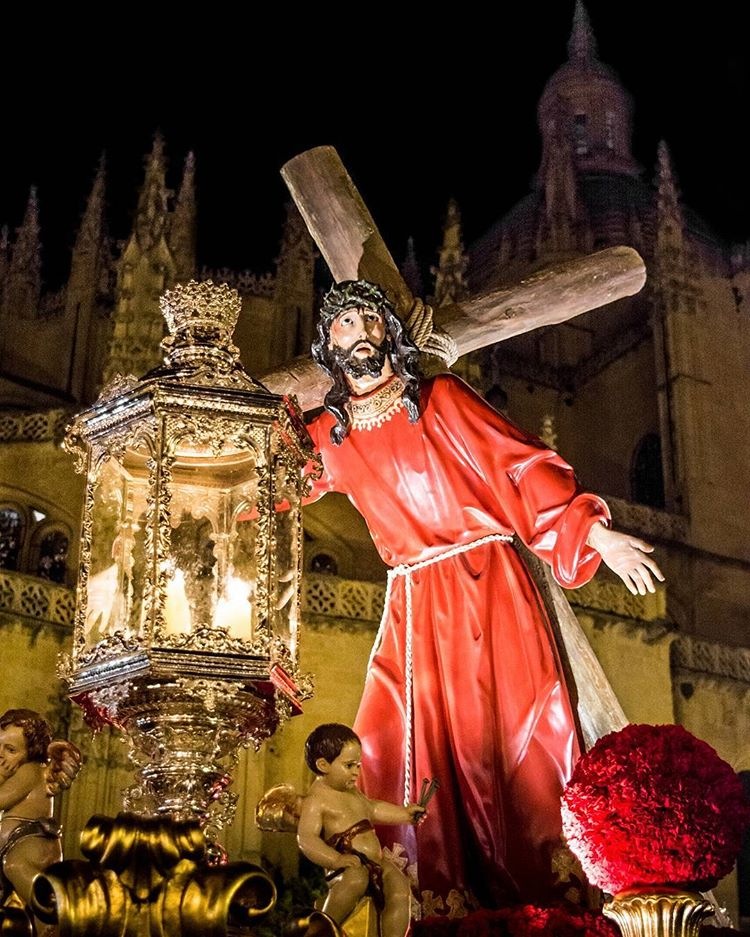
Paso de Nuestro Señor Jesús con la Cruz a Cuestas

La Semana Santa es uno de los eventos culturales y religiosos más importantes de la ciudad. Fue declarada de Interés Turístico Nacional en 2017. Al igual que la mayoría de Semanas Santas castellanas, se caracteriza por su sobriedad y recogimiento, además, durante la Semana Santa segoviana, los pasos procesionan por algunos de los lugares más emblemáticos de la ciudad como el acueducto, lo cual da lugar a vistas espectaculares de las imágenes. Las tallas más destacadas son el Cristo de los Gascones por su antigüedad y el Cristo Yacente, de Gregorio Fernández, por su dramatismo y naturalidad. 

### Gastronomía

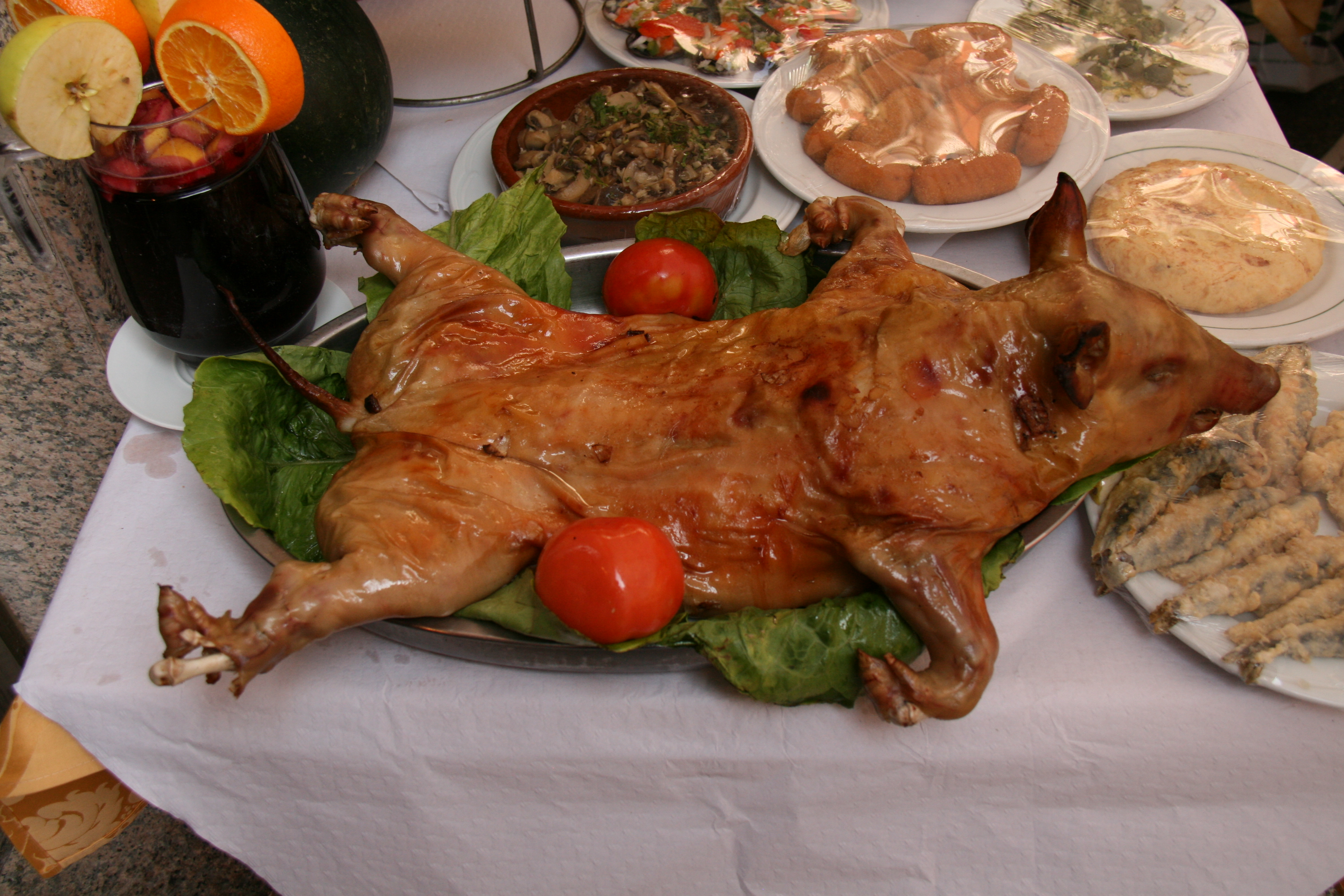
El cochinillo asado es una de las principales especialidades segovianas

Las tierras de la provincia aportan diversos productos, comenzando por el alimento más popular, el pan, o la leche, base de los quesos de la provincia de Segovia. El tierno lechazo asado o el cochinillo son parte de la oferta de carnes de los restaurantes de la capital, completada por los diversos productos obtenidos de la matanza del cerdo, ritual este que todavía se celebra en los pueblos de la provincia durante los meses más fríos.
Entre los postres pueden encontrarse rosquillas, soplillos, florones, hojuelas, tortas y, sobre todo, el ponche segoviano, de cremoso interior y tostada apariencia. Entre los vinos existen algunos producidos en la provincia como los Blancos de Nieva o los Tintos de Valtiendas.

### Leyendas
Son muchas debido a la longevidad de la ciudad, entre las principales y más conocidas se encuentran:
- Leyenda de la construcción del acueducto por el diablo;
- Leyenda de los grajos y de la iglesia de la Vera Cruz;[56]
- Leyenda de María del Salto, judía salvada por la Virgen cuando iba a caer por el acantilado de la Fuencisla;
- Leyenda del buen bandolero del siglo XIX El Tuerto de Pirón;[57]
- Leyenda de la calle de la Muerte y la Vida durante la Revolución Comunera;
- Leyenda de la montaña La Mujer Muerta;[58]
- Leyenda de la Casa del Crimen, en el barrio de San Millán;
- Leyenda de la Academia de Artillería sobre el fantasma de un joven fraile medieval;[59]
- Leyenda del príncipe y el aya sobre la caída del infante Pedro, hijo de 12 años de Enrique II, por una ventana del Alcázar.[60]
- Leyenda de Alfonso X El Sabio sobre el castigo de Dios a sus herejías.[61]

También existen otras leyendas diferentes en los barrios incorporados.

### Deporte
La Gimnástica Segoviana, principal club de fútbol de la ciudad, actualmente se encuentra en Segunda División RFEF. También cabe destacar el fútbol sala en esta ciudad donde Caja Segovia FS llegó a ser campeón del mundo en el 2000. Actualmente sigue jugando en la 1.ª división de fútbol sala bajo el nombre de Segovia Futsal. En cuanto a deportes minoritarios, Segovia tiene gran tradición en atletismo, ciclismo y en los últimos años en triatlón, siendo actualmente el club Triatlón Segovia 2016 uno de los mejores equipos de triatlón de España. El rugby también está presente en la actualidad de Segovia, principalmente por la acción del Club Deportivo RAC Lobos.
El 25 de diciembre de cada año se disputa la tradicional Carrera del Pavo. El 18 de marzo de 2007 se celebró la 1.ª Media Maratón de Segovia, en la que participaron unos 1450 atletas. La carrera tuvo gran éxito y se espera celebrar muchas ediciones. De momento son ya 13 las ediciones celebradas, habiendo finalizado 2202 corredores la última edición (2019).

### Medios de comunicación
En Segovia hay diversos medios de comunicación tanto de ámbito local, como regional y nacional. Algunos de ellos son La Ocho Segovia (Castilla y León Televisión), Radio Segovia (SER) (fundada el 15 de diciembre de 1934), Radio Cuéllar SER (fundada el 27 de enero de 1984), Radio Sepúlveda SER, COPE Segovia, Onda Cero Segovia, Radio Nacional de España, (RTVE Unidad informativa en Segovia), Radio María, EsRadio, Radio Marca, Los 40 Classic, Los 40 principales, Cadena Dial, Kiss FM, Vive Radio Segovia y Cadena 100. En papel, cabe destacar el diario El Adelantado de Segovia, uno de los más antiguos de España, la edición segoviana de El Norte de Castilla, El Día de Segovia, y digitales, Acueducto2, Segoviadirecto.com, Segovia247.es, Diariosegovia.com, Tribunasegovia.com y Gente en Segovia.

## Ciudades hermanadas
- Barquisimeto (Venezuela)[65]
- Bristol (Reino Unido)[65]
- Edimburgo (Reino Unido)[65]
- Marysville (Estados Unidos)[65]
- Medina del Campo (España)[66]
- Montilla (España)[67]
- Tours (Francia)[65]
- Tucson (Estados Unidos)
- Pleven (Bulgaria)
- Santiago de Querétaro (México)
- San Bartolomé de Tirajana (España, 1996)[68]
- Navalcarnero (España, 1999)[68]
- Kangdong Gu (Corea del Sur, 2001).[68]